# Archeoastronomia

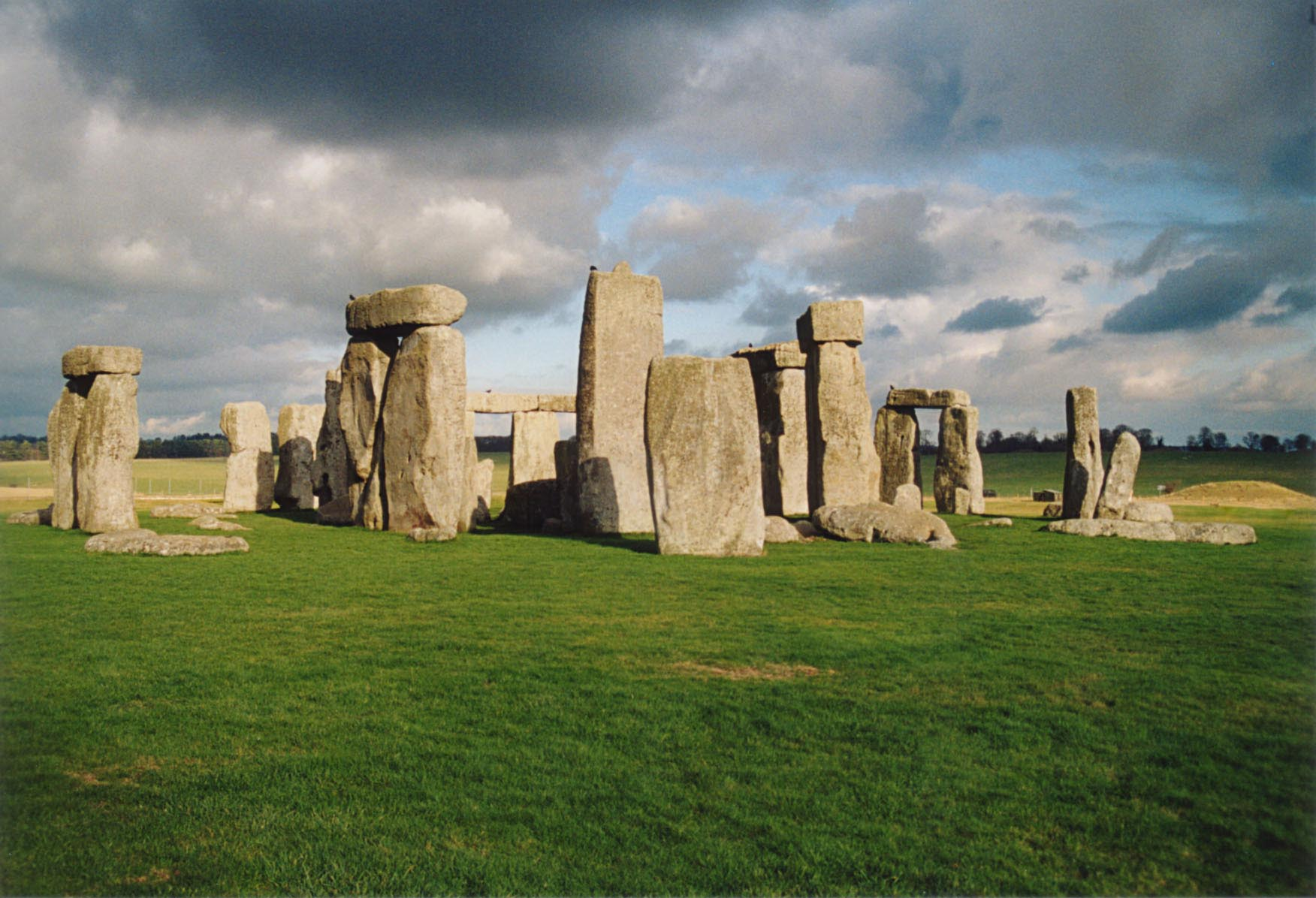
Stonehenge

L'archeoastronomia è una combinazione di studi astronomici e archeologici; rappresenta la conoscenza e comprensione che gli antichi abitanti della terra avevano dei fenomeni celesti, di come li hanno utilizzati ed interpretati e quale ruolo la "realtà" dei movimenti della volta celeste ha svolto all'interno delle loro culture.

## Definizioni
Lo studioso britannico Clive Ruggles sostiene che è fuorviante considerare l'archeoastronomia come la semplice raffigurazione dell'antica astronomia, in quanto l'astronomia d'epoca moderna è intesa come una disciplina prettamente scientifica, mentre l'archeoastronomia considera in maniera riccamente simbolica le interpretazioni culturali dei più svariati fenomeni celesti, presenti in moltissime culture antiche.

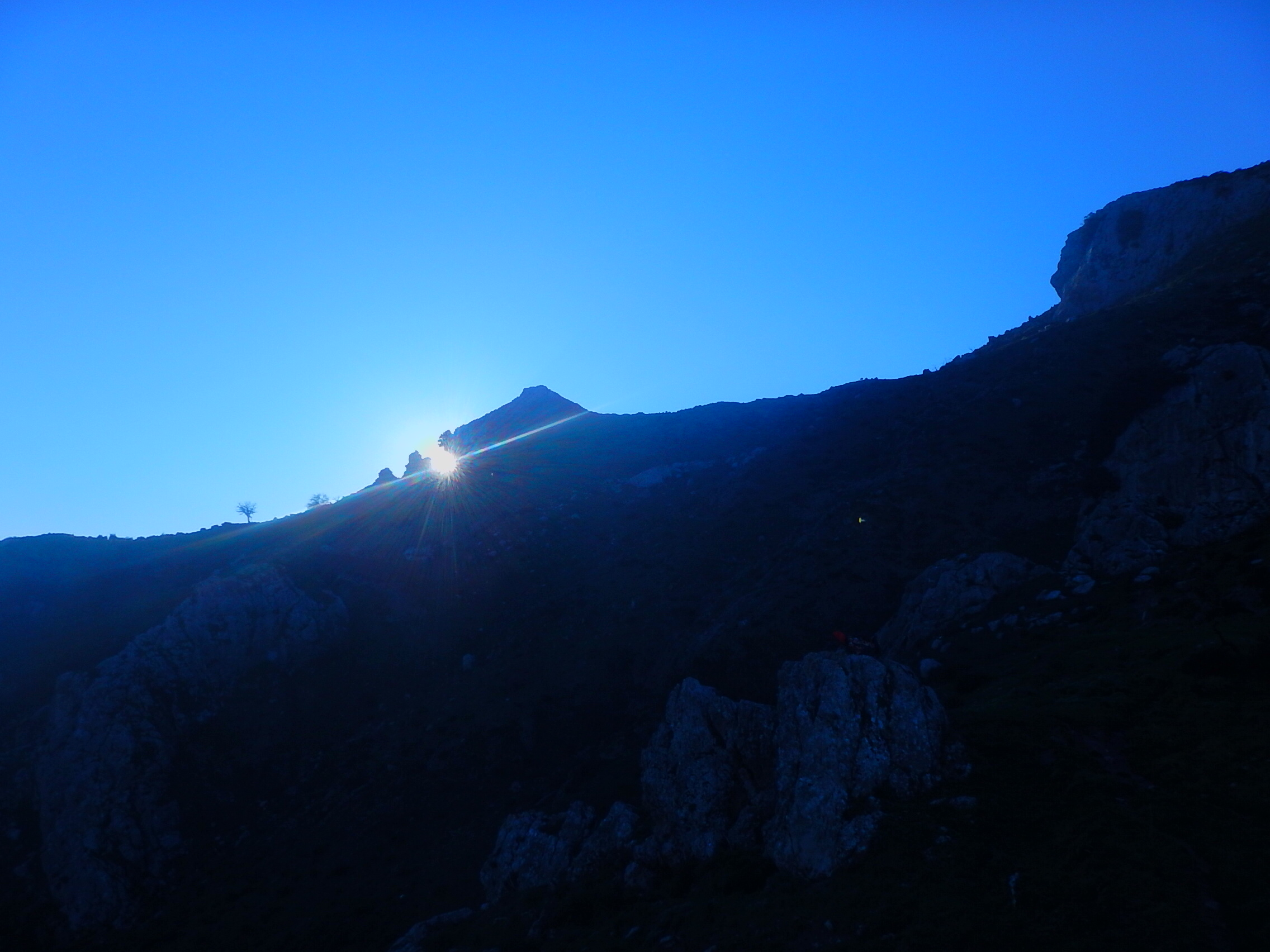
equinozio osservato dal sito di Pizzo Vento a Fondachelli Fantina, Sicilia

Questa disciplina è spesso gemellata con l'etnoastronomia, ossia lo studio antropologico dell'osservazione del cielo nelle società cosiddette primitive (una prospettiva per l'interpretazione delle culture indigene). L'archeoastronomia si avvale anche dell'uso di documentazioni storiche (utilizzandone le fonti scritte per valutare la pratica astronomica del passato più remoto), precedenti l'origine della moderna disciplina astronomica, per studiare antichi eventi astronomici ed è pertanto strettamente associata con l'astronomia storica. Per favorire una migliore comprensione della documentazione storica l'archeoastronomia fa uso infine anche delle conoscenze astronomiche attuali.
L'archeoastronomia utilizza una varietà di metodi per rinvenire le prove di pratiche del passato, tra cui archeologia, antropologia, astronomia, storia, statistica e calcolo delle probabilità. Poiché tali metodologie sono differenti tra loro e l'uso dei dati provenienti da tali fonti può essere interpretato in maniera diversa, la loro integrazione all'interno di un'argomentazione coerente è stata per molto tempo una delle più grandi difficoltà da sciogliere per gli archeoastronomi.
L'archeoastronomia contempla anche nicchie complementari all'interno dell'archeologia dei paesaggi e dell'archeologia cognitiva. Le prove materiali assunte e la loro connessione con il cielo possono rivelare come un paesaggio più vasto possa venir integrato nelle convinzioni inerenti al paganesimo circa i cicli della natura, così come accade ad esempio per l'astrologia Maya ed il suo intimo rapporto con l'agricoltura. Altri esempi che hanno riunito ed integrato le idee di cognizione del paesaggio circostante comprendono gli studi riguardanti l'ordine cosmico che è incorporato nelle direzioni delle vie di comunicazione e nell'erezione dei più disparati tipi d'insediamento.
L'archeoastronomia può essere applicata a tutte le culture e a tutte le epoche. I significati derivanti dall'attenta osservazione del cielo possono variare da cultura a cultura; vi sono tuttavia metodi scientifici che possono essere applicati trasversalmente all'interno delle culture esaminando le antiche credenze ed attraverso i quali si può giungere ad interpretazioni archeo-astronomiche. È forse la necessità di bilanciare gli aspetti sociali e scientifici dell'archeoastronomia che ha portato Clive Ruggles a descriverla come "uno dei campi di lavoro accademico di più alta e fine qualità da una parte, ma la cui speculazione incontrollata può facilmente confinare con la follia dall'altra parte".

## Tipologie di archeoastronomia
Il primo tipo di archeoastronomia è lo studio delle documentazioni e cronache sulle osservazioni dirette della volta celeste, per esempio lo studio della vasta documentazione sulle cosiddette "stelle ospiti" dell'antica Cina. Sono oggetti simili a stelle che apparivano in cielo improvvisamente: furono di grande interesse per gli osservatori dell'antica Cina e spesso dettagliatamente registrate. Questi eventi sono stati associati a molti fenomeni transitori come comete, nove e, soprattutto, supernove.

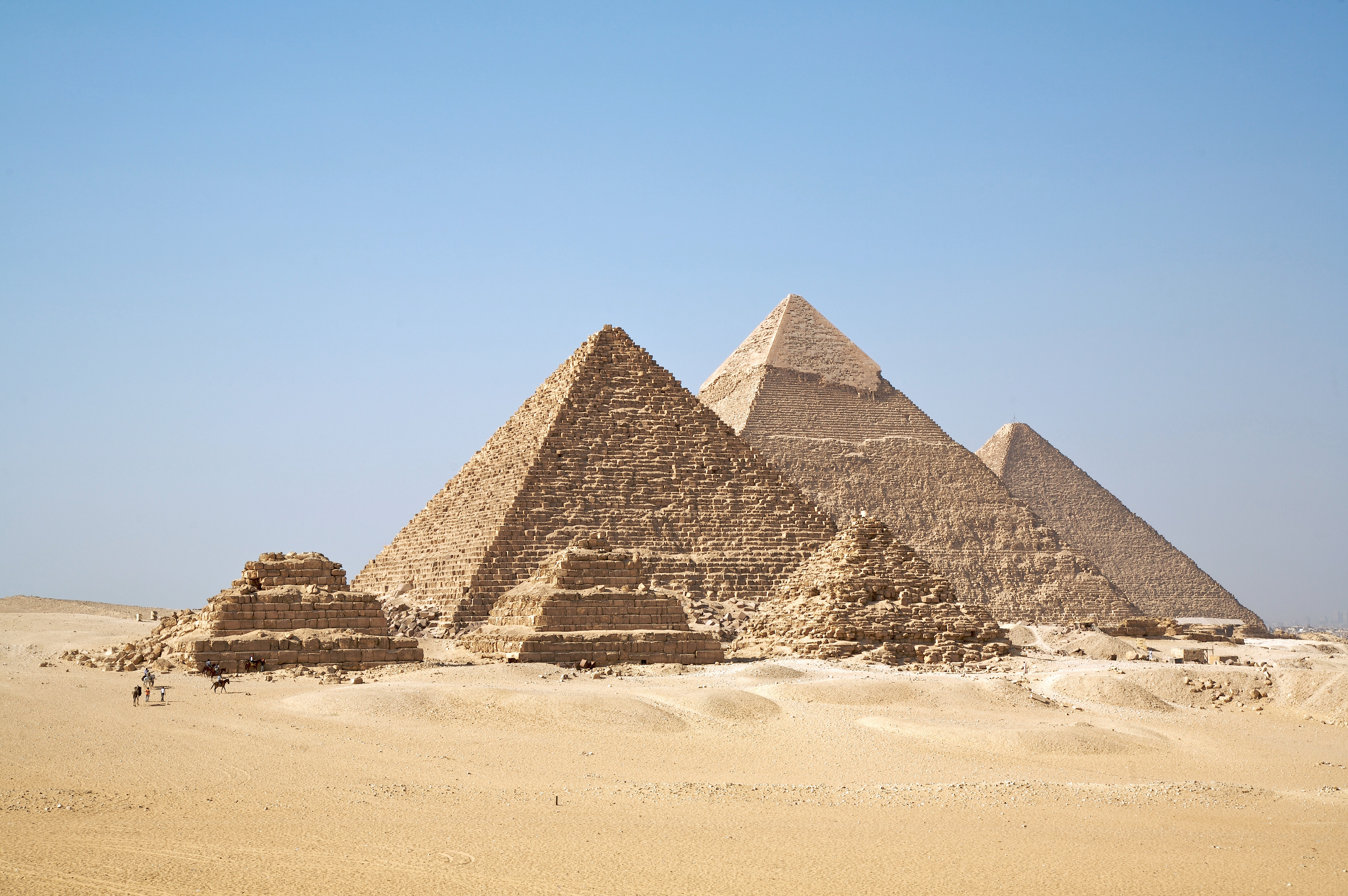
Le tre piramidi di Giza

L'archeoastronomia del secondo tipo è invece lo studio degli allineamenti solari, lunari o stellari degli antichi monumenti. Per esempio molte prove dimostrano che Stonehenge rappresenti un antico "osservatorio astronomico", sebbene l'ambito del suo utilizzo sia ancora, tra i ricercatori, oggetto di ampia disputa. Certamente Stonehenge e molti altri monumenti antichi sono allineati con i solstizi e gli equinozi. In area mediterranea risalta l'acropoli di Alatri, la cui forma riproduce alla perfezione la costellazione dei Gemelli al momento del solstizio d'estate. Anche il complesso della Grande Piramide di Giza sarebbe allineato con le stelle della cintura di Orione, rispecchiando il significato assegnato a quella costellazione dagli antichi egizi.
Durante gli anni sessanta, Alexander Thom fece una rigorosa ricerca sui monumenti megalitici inglesi, pubblicando i risultati sul Megalithic sites in Britain. Oltre a presentare la sua teoria della iarda megalitica, argomentò anche, con approfonditi dati statistici, che la gran parte dei monoliti in Britannia è orientata come un vero e proprio calendario. A suo avviso i monumenti indicano punti sull'orizzonte dove il Sole, la luna e le principali stelle sorgono agli estremi stagionali come il solstizio d'estate e d'inverno e gli equinozi d'autunno e primavera.
Spesso in testi divulgativi di archeoastronomia vengono avanzate ipotesi secondo cui i popoli antichi possedevano conoscenze scientifiche molto più avanzate di quelle a loro normalmente attribuite. Nella maggior parte dei casi si "analizza" un monumento antico come il Partenone o una delle Piramidi di Giza, scoprendo che, per esempio, la lunghezza del monumento in centimetri è in rapporto col raggio della Terra. Tale approccio, a detta di alcuni ricercatori, è fuorviante, dato che, essendoci moltissimi numeri importanti nelle varie scienze (non solo in astronomia, ma anche in chimica, matematica, geofisica ecc.), è sempre possibile, in un rapporto tra numeri, trovare qualcosa di almeno vagamente somigliante ad un risultato "importante", anche se i favorevoli a tale ipotesi affermano che non può essere una mera coincidenza individuare in molti di questi edifici di questi numeri importanti e non solo uno o due, che potrebbero, se isolati essere effettivamente frutto di coincidenze.

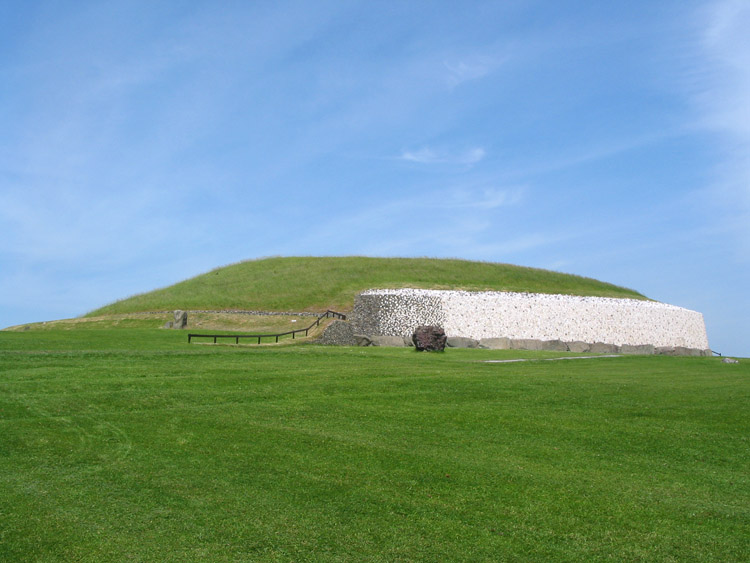
Il Sole sorgente illumina la camera interna di Newgrange, Irlanda, solo nel solstizio d'inverno.

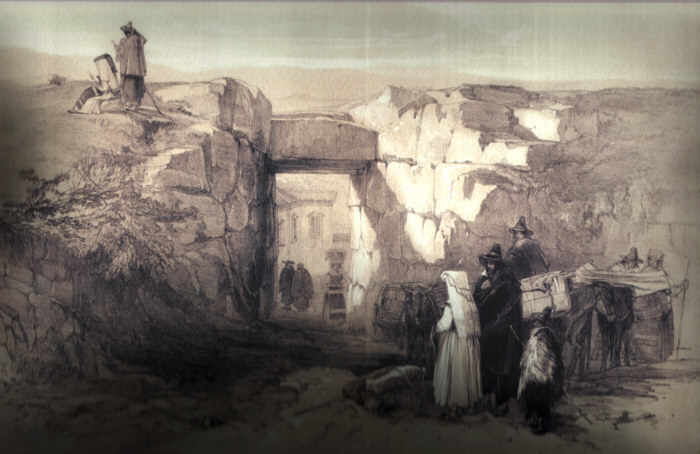
Acropoli di Alatri, città "nata da un raggio di sole", interno di Porta Maggiore. Edward Lear, 1841.

## Storia dell'archeoastronomia
Duecento anni fa non vi erano archeoastronomi professionali, solo archeologi dilettanti, astronomi e cultori di antichità, e alcuni dei loro lavori sono ora considerati precursori dell'archeoastronomia. I cultori britannici di antichità interpretavano l'orientamento astronomico delle rovine diffuse per la campagna inglese come fece William Stukeley per Stonehenge nel 1740, mentre John Aubrey nel 1678 e Henry Chauncy nel 1700 ricercarono simili principi astronomici alla base dell'orientamento delle chiese. Nel tardo XIX secolo astronomi come Richard Proctor e Charles Piazzi Smyth studiarono per primi gli orientamenti astronomici delle piramidi egizie.

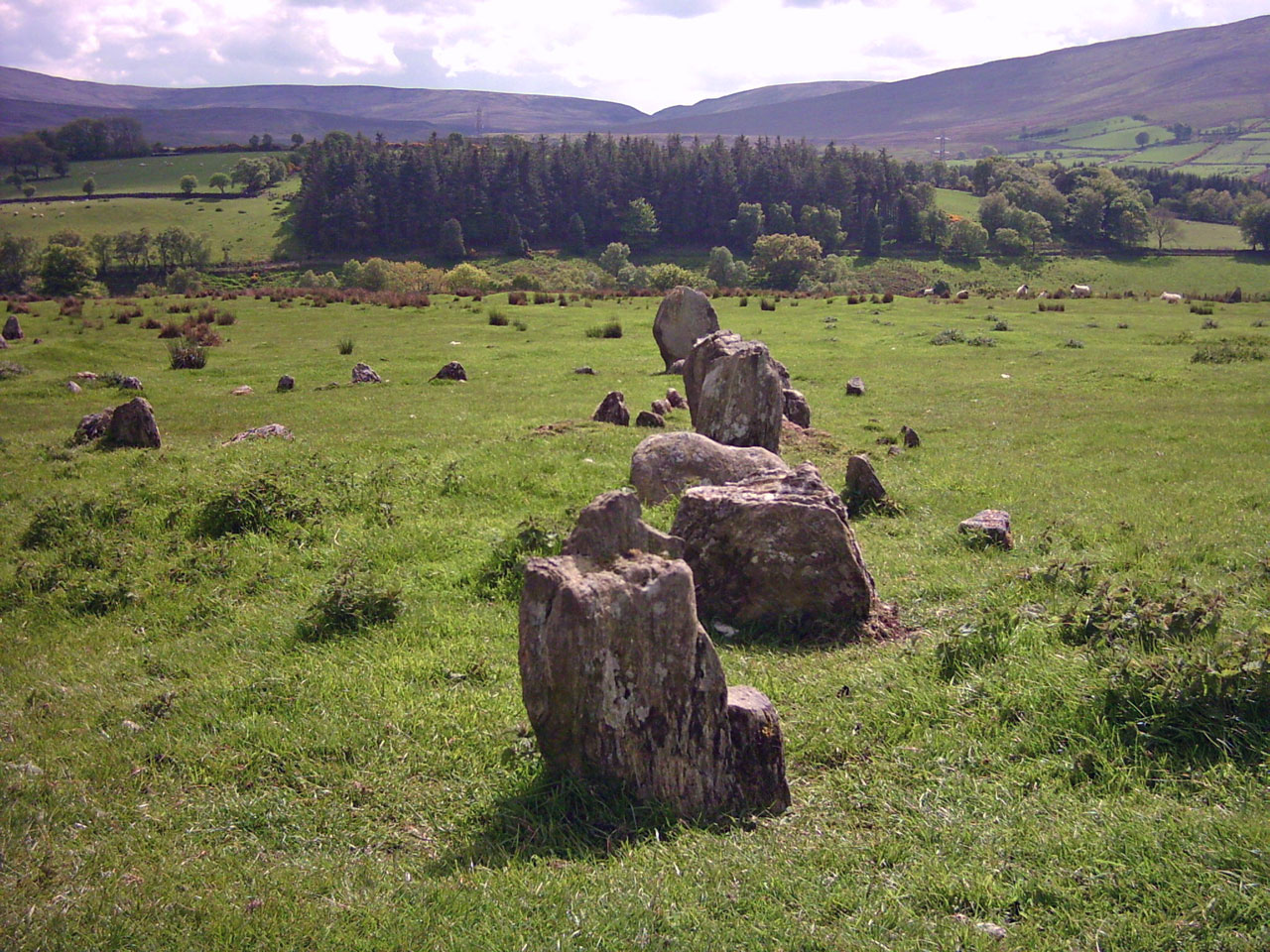
I primi archeoastronomi esaminarono le strutture megalitiche nelle isole britanniche, in siti come Auglish nella County Londonderry, nel tentativo di trovare modelli statistici.

Il termine archeoastronomia fu usato per la prima volta da Elizabeth Chesley Baity (su suggerimento di Euan MacKie) nel 1973, ma come soggetto di studio potrebbe essere molto più antico. Clive Ruggles sostiene che Heinrich Nissen, attivo nella metà del XIX secolo, fu probabilmente il primo archeoastronomo. Rolf Sinclair dichiara che Norman Lockyer, operante fra il tardo secolo XIX e l'inizio del XX, potrebbe essere considerato il "padre dell'archeoastronomia". Euan MacKie situa la sua origine più tardi, affermando: «... la genesi e la moderna fioritura dell'archeoastronomia ha sicuramente origine dal lavoro di Alexander Thom svolto in area britannica fra gli anni 1930 e 1970.»
Negli anni sessanta i lavori dell'ingegnere Alexander Thom e dell'astronomo Gerald Hawkins, che avanzò l'ipotesi che Stonehenge fosse un computer neolitico, ispirarono nuovo interesse sulle caratteristiche astronomiche degli antichi siti megalitici. Le ipotesi di Hawkins furono ampiamente respinte, ma non il lavoro di Alexander Thom, i cui risultati pertinenti alle indagini effettuate sui siti megalitici ipotizzavano l'esistenza di una pratica astronomica diffusa nelle isole britanniche. Euan MacKie, consapevole che le teorie di Thom dovevano essere verificate, effettuò degli scavi tra il 1970 ed il 1971 a Kintraw e nell'Argyllshire, dove si trovava un antichissimo sito. Fu trovata una piattaforma artificiale di osservazione, e tale verifica dell'ipotesi precedentemente avanzata da Thom spinse MacKie a verificarne le teorie anche per il circolo di pietre situato a Cultoon nell'Islay, ancora con un risultato positivo. Dopo queste numerose prove MacKie accettò ampiamente le conclusioni di Thom. Nonostante queste evidenze, una successiva ricerca sul campo eseguita da Clive Ruggles ritenne che le affermazioni di Thom su un'astronomia di grande precisione non fossero pienamente sostenute da prove. Gli studi di Thom furono di notevole importanza, e Krupp scrisse nel 1979, « Lavorando praticamente da solo Thom ha stabilito degli standard per le ricerche sul campo archeoastronomico e per le loro interpretazioni, che per i suoi sorprendenti risultati hanno alimentato per trent'anni numerose controversie». La sua influenza permane e la pratica di verifiche statistiche dei dati resta uno dei pilastri fondamentali dell'archeoastronomia.

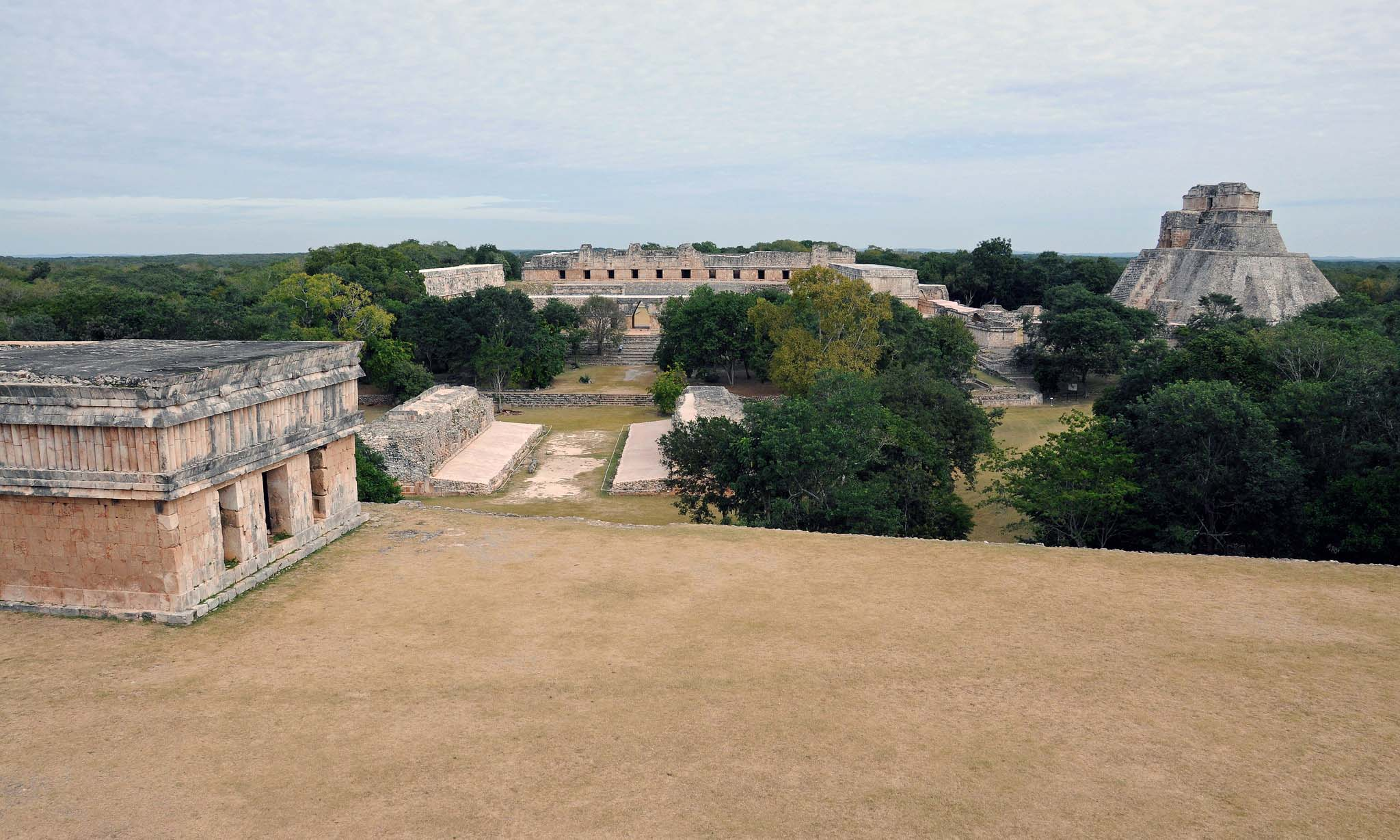
È stato proposto che i siti Maya come Uxmal, fossero costruiti in conformità ad allineamenti astronomici.

L'approccio nel Nuovo Mondo, dove gli antropologi considerarono in modo più esteso il ruolo dell'astronomia nelle civiltà amerindie, fu marcatamente diverso. Gli archeoastronomi sudamericani hanno accesso a fonti di cui la preistoria europea è carente, come l'etnografia e i documenti storici dei primi colonizzatori. Seguendo l'esempio pionieristico di Anthony Aveni, ciò permise agli archeoastronomi americani di fare affermazioni che per gli archeoastronomi europei rimangono mera speculazione. La concentrazione sui dati storici portò a conclusioni di elevato livello, al cui confronto quelle europee sono statisticamente deboli.
La questione fu affrontata in un convegno finanziato dalla IAU ad Oxford nel 1981. Le metodologie e le posizioni sulla ricerca archeoastronomica nei due continenti furono considerate così diverse che i rispettivi interventi alla conferenza furono pubblicati in due volumi separati. Ciò nondimeno la conferenza di Oxford venne considerata un successo, avendo riunito insieme tanti ricercatori. La conferenza si rinnovò ogni quattro o cinque anni in diverse parti del mondo, e le successive edizioni fecero nascere una scienza con approcci più interdisciplinari. I ricercatori mirano ora più a contestualizzare la ricerca archeologica, piuttosto che catalogare l'interesse delle diverse culture per il cielo stellato nel corso della storia.

## L'archeoastronomia e le sue relazioni con altre discipline
(Clive Ruggles)
Rispecchiando lo sviluppo dell'archeoastronomia come materia interdisciplinare, la ricerca viene condotta da investigatori esperti in un ampio campo di discipline. Diversi autori recenti hanno descritto il loro lavoro come un intreccio fra archeologia, antropologia culturale, storia di specifiche regioni e periodi, storia della scienza, storia della religione, con collegamenti a astronomia, arte, letteratura e religione. Solo raramente i ricercatori hanno considerato il loro lavoro come astronomico e in questo caso come aspetto secondario.
Archeoastronomi praticanti e osservatori della disciplina si avvicinano all'archeoastronomia osservandola da differenti punti di vista. George Gummerman e Miranda Warburton vedono l'archeoastronomia come parte di un'archeologia basata sull'antropologia culturale e mirata a comprendere una concezione di sé stessi in relazione alla volta celeste, in una parola, la propria cosmologia. Secondo Todd Bostwick l'archeoastronomia è antropologia – lo studio del comportamento umano nel passato e nel presente. Paul Bahn ha descritto l'archeoastronomia come un aspetto dell'archeologia cognitiva. Altri ricercatori collegano questa disciplina alla storia della scienza, sia perché si riferisce alle osservazioni fatte da una determinata cultura riguardo alla natura e alla struttura concettuale che diverse popolazioni estrapolarono per imporre un ordine su quelle osservazioni, sia perché essa si relaziona ai motivi politici che hanno condotto alcuni particolari protagonisti della storia a impiegare certi concetti o tecniche astronomiche.
Lo storico dell'arte Richard Poss ha avuto un approccio più flessibile, sostenendo che l'arte della roccia astronomica del Sud-Ovest del Nord-America, andrebbe letta impiegando le tradizioni ermeneutiche della storia dell'arte e della critica dell'arte occidentali. Gli astronomi, ad ogni modo, pongono differenti questioni, cercando di fornire ai loro studenti degli identificabili precursori delle loro discipline, concernenti specialmente l'importante problema di come confermare che specifici siti siano davvero intenzionalmente astronomici.

## Incomprensioni e ostilità
Le reazioni degli archeologi professionisti all'archeoastronomia sono state diverse. Alcuni hanno espresso incomprensione, ostilità, o incomprensione con il gruppo nascente dei primi archeoastronomi. Gli archeologi, con il tempo, hanno incorporato molti concetti dell'archeoastronomia all'interno dei testi di archeologia e alcuni studenti hanno utilizzato approcci e argomenti di archeoastronomia per i loro studi.
Tra gli archeoastronomi vi sono ampie divergenze sulla caratterizzazione della disciplina. Vi sono dispute persino in relazione al nome stesso della scienza: tutte e tre le maggiori associazioni internazionali di studiosi relazionano l'archeoastronomia allo studio della cultura, usando l'espressione Astronomia nella Cultura. Michael Hoskin vede la disciplina essenzialmente come un insieme di fatti, piuttosto che una teorizzazione, e propone di etichettare questo aspetto della disciplina come Archeotopografia. Ruggles e Saunders proposero il termine Astronomia Culturale come unificante per i vari metodi di studio delle astronomie popolari. Altri hanno argomentato che astronomia è un termine impreciso suggerendo di adottare la parola spagnola cosmovisión.
Gli archeoastronomi europei si affidano soprattutto alle statistiche, per cui sono talvolta accusati di smarrire il senso del contesto culturale e di cosa sia una pratica sociale. Gli archeoastronomi americani, al contrario, possiedono abbondanti evidenze etnografiche e storiche Individuare un modo per integrare i diversi approcci è stato oggetto di molte discussioni fin dai primi anni '90.

## Metodologia
(Stanislaw Iwaniszewski)
Non esiste una metodologia univoca e codificata per l'archeoastronomia. In Europa vi sono pochi dati ma molti siti, mentre nelle americhe i pochi siti sono integrati da molteplici dati etnografici e storici. Gli effetti dello sviluppo dell'archeoastronomia in differenti luoghi si può osservare oggi nella metodologia della ricerca stessa. I metodi possono essere classificati essenzialmente in due approcci (etnografico e storico), sebbene i più recenti progetti spesso usino entrambi.

### Archeoastronomia verde
Il termine archeoastronomia verde nasce dopo l'uscita del libro Archeoastronomia nel Vecchio Mondo. Viene condotta con un approccio statistico particolare, normalmente per i siti preistorici nei quali l'evidenza sociale è relativamente scarsa se paragonata al periodo storico. Il metodo di base fu sviluppato da Alexander Thom durante la sua indagine estensiva sui siti megalitici britannici.
Thom volle esaminare se l'uomo preistorico fosse capace o meno di misurazioni di estrema precisione negli allineamenti astronomici. Egli credeva che, usando l'astronomia dell'orizzonte, gli osservatori potessero fare stime di date durante l'anno per definire un giorno specifico. Il tipo di osservazione impiegato richiederebbe un luogo dove a una specifica data il sole si collochi entro una tacca posta sull'orizzonte. Un obiettivo adatto sarebbe una montagna in grado di occultare temporaneamente il Sole, con l'effetto di 'doppio tramonto'. L'animazione sottostante mostra due tramonti, uno il giorno prima e l'altro il giorno del solstizio d'estate. In effetti l'astronomia legata agli allineamenti con l'orizzonte non può non comportare imprecisioni, a causa delle variazioni nella rifrazione della luce solare.
Per provare questa ipotesi, Thom esaminò centinaia di pietre disposte in circoli, dove ogni singolo allineamento avrebbe potuto indicare una direzione casuale, cercando di dimostrare che nell'insieme la distribuzione degli allineamenti non lo era affatto. In questo modo scoprì che vi era un intento astronomico nell'orientamento dei siti. I suoi risultati indicarono l'esistenza di 8, 16, e probabilmente anche 32 divisioni, più o meno uguali, dell'anno. I due solstizi, i due equinozi e i quattro giorni (cross-quarter day) a metà strada fra un solstizio e l'equinozio, furono associati al calendario celtico medioevale. Ma non tutte queste conclusioni furono accettate, seppur esse avessero però avuto una considerevole influenza sull'archeoastronomia Europea.
Euan MacKie fu lo scienziato che con decisione sostenne l'analisi di Thom, alla quale aggiunse un contesto archeologico, confrontando la Britannia Neolitica alla civiltà Maya con lo scopo di provare l'esistenza in quel contesto storico di una società stratificata. Per dimostrare le sue idee condusse degli scavi nell'osservatorio preistorico in Scozia di Kintraw, un sito notevole per via del suo menhir di quattro metri d'altezza. Thom propose che questo fosse una sorta di "puntatore" posto in un certo punto dell'orizzonte come visto da un punto fra Beinn Shianaidh e Beinn o'Chaolias nel Jura. Thom pensò che potesse essere una tacca sull'orizzonte dove un doppio tramonto si sarebbe realizzato in pieno inverno. Ad ogni modo, dal livello del suolo, il sito del menhir e il tramonto sarebbero stati coperti da una cresta rocciosa. L'osservatore avrebbe dovuto trovarsi due metri più in alto, e quindi necessitava di un'altra piattaforma di osservazione. Questa piattaforma, formata da piccole pietre, fu identificata in una gola. La mancanza di manufatti preoccupò gli archeologi e l'analisi del sito risultò inconcludente. Una ricerca ulteriore a Maes Howe e sul Bush Barrow Lozenge portò MacKie a concludere che il termine 'scienza' applicato a quello studio poteva essere considerato anacronistico. Il rigore e la precisione del Thom furono ampiamente dimostrati in relazione al soggetto degli allineamenti.
Al contrario Clive Ruggles pensò che ci fossero problemi con la selezione di dati nell'indagine di Thom, significando che le dispute sull'astronomia di alta precisione restavano non dimostrate. Una critica più profonda dell'archeoastronomia verde è quella che può rispondere al se. Se fosse verosimile un interesse per l'astronomia nel passato, la sua mancanza di un elemento sociale sta a significare che essa cerca di divincolarsi nel rispondere al perché la gente sarebbe interessata a farne un uso limitato per la gente, ponendo questioni riguardanti la società del passato. Keith Kintigh scrisse: «Per dirla francamente, in molti casi non è di ostacolo al progresso dell'antropologia se una particolare asserzione archeoastronomica sia giusta o sbagliata, poiché l'informazione non informa sulle attuali questioni interpretative.» Nondimeno lo studio riguardo agli allineamenti resta la base principale della ricerca archeoastronomica, specialmente in Europa.

### Archeoastronomia bruna
Complementari ai metodi condotti tramite statistiche sugli allineamenti dell'archeoastronomia verde, l'archeoastronomia bruna viene considerata più aderente alla storia dell'astronomia o alla storia culturale, nella misura in cui essa tende verso documentazione storica ed etnografica, per arricchire la sua comprensione delle astronomie primordiali, e le loro correlazioni con i calendari ed i rituali. I numerosi documenti sul costume e sulle credenze dei nativi, stilati dai cronisti spagnoli, stanno a significare che l'archeoastronomia bruna viene più spesso associata, nelle Americhe, agli studi sull'astronomia.
Chichén Itzá è un famoso sito dove i documenti storici vennero usati per interpretare i siti. Piuttosto che analizzare il sito e vedere quali scopi sembrano appropriati, gli archeoastronomi "bruni", hanno invece esaminato i documenti etnografici per vedere quali caratteristiche del cielo fossero importanti per i Maya, cercando i correlati archeologici. Un esempio che non necessita di troppi documenti storici è l'interesse dei Maya per il pianeta Venere. Questo interesse è attestato dal codice di Dresda, il quale contiene tabelle con informazioni sulle posizioni di Venere nel cielo. Questi cicli avrebbero avuto un significato astrologico e rituale, poiché il pianeta Venere era associato a Quetzalcoatl o Xolotl. A Chiche Itza sono state identificate disposizioni architettoniche in relazione al pianeta Venere e al suo periodo di rotazione attorno al Sole.

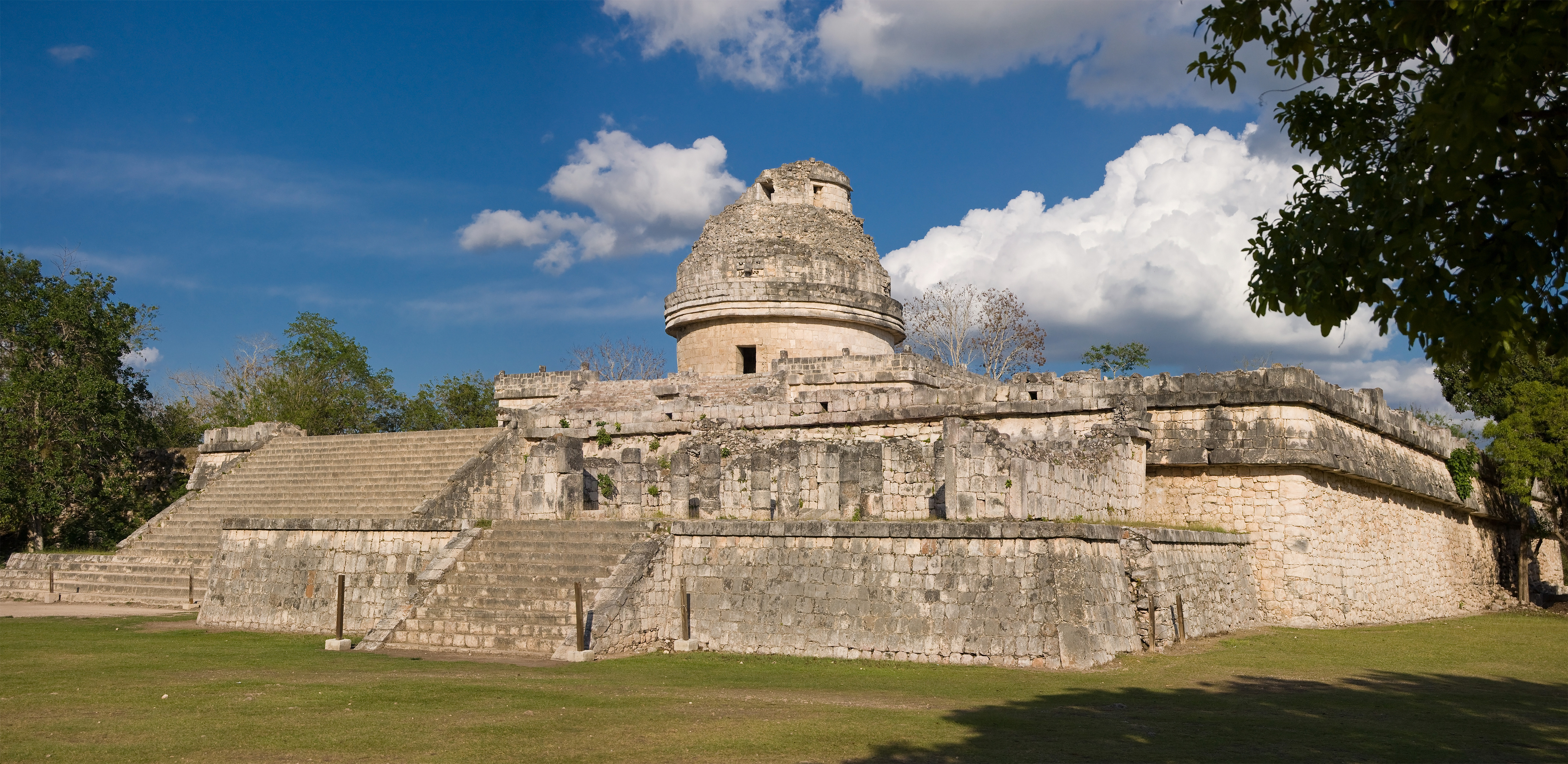
"El Caracol" è probabilmente un tempio-osservatorio situato a Chichen Itza.

Il tempio dei Guerrieri reca l'iconografia raffigurante serpenti piumati insieme a Quetzalcoatl o Kukulcan. Si ipotizza che vi sia una correlazione significativa tra l'allineamento dell'edificio verso il punto sull'orizzonte, dove la prima "stella" che appare nel cielo della sera è Venere, ed il fatto che questo evento possa coincidere con l'inizio della stagione delle piogge. Aveni dichiara che a Chichen Itza vi è un altro edificio associato al pianeta Venere nella forma di Kukulcan e alla stagione delle piogge, il Caracol. Questa è una costruzione formata da una torre circolare con porte prospicienti le direzioni cardinali. La base fronteggia la posizione più settentrionale di Venere. Inoltre i pilastri di uno stilobate sulla piattaforma superiore dell'edificio un tempo erano dipinti con colori nero e rosso, colori associati a Venere intesa come stella del mattino e della sera. Le finestre della torre, comunque, sembra fossero poco più che delle fessure, poco adatte quindi a filtrare la luce all'interno, ma fornendo un luogo idoneo per osservare l'esterno.
L'Aveni afferma che uno dei punti di forza della metodologia bruna è che può esplorare le astronomie, invisibili all'analisi statistica e l'astronomia degli Incas ne è un esempio. L'impero degli Incas fu concettualmente suddiviso usando itinerari radiali di ceques emanati dalla capitale a Cusco. In questo modo vi sono allineamenti in tutte le direzioni, il che suggerirebbe un significato astronomico. Comunque, documenti etnico-storici mostrano che le varie direzioni assumono un significato cosmologico e astronomico con i diversi punti del paesaggio, i quali diventano significativi in diversi momenti dell'anno.

Nell'Asia dell'Est l'archeoastronomia si è sviluppata dalla storia dell'astronomia e molta archeoastronomia sta individuando materiali correlati nei documenti storici. Ciò è dovuto alla ricca documentazione storica dei fenomeni astronomici che in Cina risalgono alla dinastia Han, II secolo a.C.
Una critica di questo metodo è che può essere debole statisticamente. Schaefer in particolare ha contestato l'efficacia degli allineamenti individuati nel Caracol.
A causa dell'ampia varietà di evidenze, che possono includere manufatti come pure i siti stessi, non vi è alcuno schema per praticare l'archeoastronomia. Malgrado questo, viene accettato il fatto che la l'archeoastronomia non sia una disciplina condannata all'isolamento scientifico. Poiché l'archeoastronomia è un campo interdisciplinare, qualunque sito venga investigato darebbe un senso sia alle conclusioni sull'archeologia che all'astronomia. Gli studi sono con più probabilità considerati migliori, se usano strumenti teorici tratti dall'archeologia come l'analogia e omologia e se essi possono dimostrare una comprensione con l'esattezza e la precisione individuate in astronomia.

## Materiali delle fonti
Poiché l'archeoastronomia costituisce pressappoco i diversissimi modi con i quali i popoli interagiscono con la volta celeste, esistono molte fonti che danno informazioni riguardo alle pratiche astronomiche.

### Allineamenti
Lo studio degli allineamenti è una fonte di dati importante per l'archeoastronomia. Si basa sul presupposto che l'allineamento di un sito archeologico è significativamente orientato verso uno specifico oggetto astronomico. Gli archeoastronomi "bruni", possono dimostrare questa affermazione attraverso il confronto con le fonti storiche o etnografiche, mentre gli archeoastronomi "verdi" tendono a dimostrare l'improbabilità che gli allineamenti individuati siano realizzati per caso, di solito mostrando comuni modelli, presenti in diversi siti.
Uno specifico allineamento viene calcolato misurando: l'azimut, l'angolo da nord, della struttura, e altitudine dell'orizzonte che gli sta di fronte. L'azimut di solito si misura utilizzando un teodolite od una bussola. Una bussola è più facile da usare, sebbene debba essere tenuta conto la deviazione del campo magnetico della Terra dal nord geografico, noto come declinazione magnetica. Le bussole sono inaffidabili anche in quelle aree soggette ad interferenza magnetica, come i siti sostenuti da impalcature metalliche. Con la bussola possiamo misurare l'azimut con una precisione di appena un grado e mezzo.
Un teodolite può essere molto più accurato se utilizzato in modo appropriato in quanto è difficile da usare correttamente. Non c'è nessun modo intrinseco per allineare un teodolite con il Nord, e così la scala ha bisogno di essere calibrata usando l'osservazione astronomica, di solito la posizione del Sole. Poiché la posizione dei corpi celesti mutano di giorno a causa della rotazione terrestre, il tempo di queste osservazioni di calibrazione deve essere accuratamente conosciuto, altrimenti sarà presente un errore sistematico nelle misurazioni. Le altitudini dell'orizzonte possono essere misurate con un teodolite o un clinometro.

### Manufatti

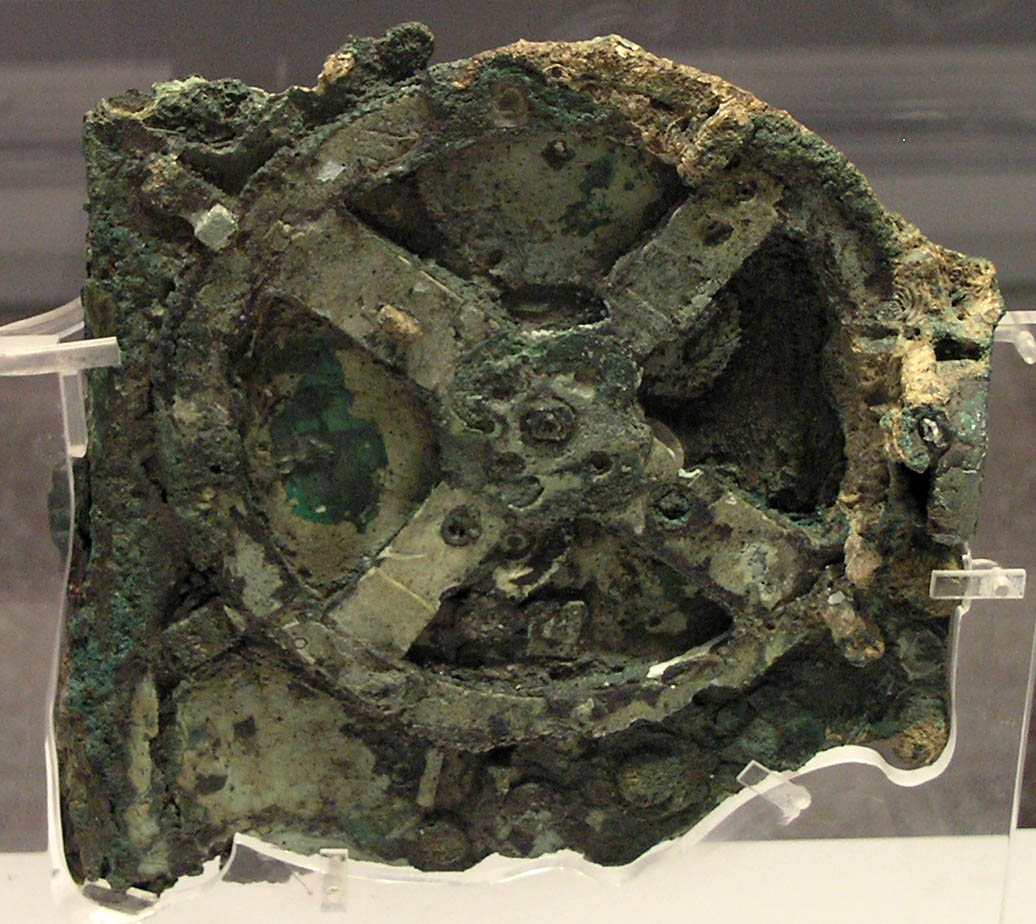
Il meccanismo di Antikythera (frammento principale)

Per i manufatti come il disco celeste di Nebra (si presume sia dell'età del bronzo) raffigurante il cosmo, l'analisi sarebbe simile alla tipica analisi dopo lo scavo come usata in altre sotto-discipline dell'archeologia. I manufatti vengono esaminati cercando analogie con i documenti storici o etnografici di altri popoli, in modo che altri archeologi possa essere accettata una spiegazione plausibile.
Un esempio più popolare è dato dalla presenza di simboli astrologici trovati su alcune scarpe e sandali durante il periodo dell'Impero Romano. L'uso di scarpe e sandali è ben noto, ma Carol van Driel-Murray ha proposto che tali simboli astrologici incisi sui sandali diano alle calzature significati spirituali o medicinali. Questo viene sostenuto per mezzo di citazioni tratte da altri usi conosciuti dei simboli astrologici, con loro connessioni alla pratica medica e con i documenti storici del tempo.
Un altro ben noto manufatto per uso astronomico è il meccanismo di Antikythera. In questo caso l'analisi del manufatto, e il riferimento alla descrizione di simili congegni descritti da Cicerone, indicherebbero un loro uso plausibile. L'evidenza viene sostenuta dalla presenza di simboli sopra i meccanismi che permettono al disco di essere letto.

### Arte e iscrizioni

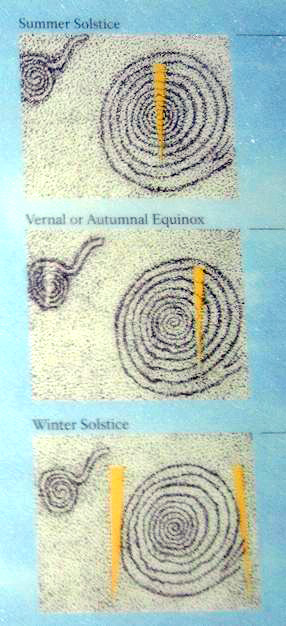
Diagramma mostrante la posizione dei pugnali solari sul petroglifo della Fajada Butte nei vari giorni

L'arte e le iscrizioni non possono essere relegate ai soli manufatti, ma anche apparire dipinte o incise in un sito archeologico. A volte le iscrizioni sono abbastanza evidenti da fornire istruzioni per l'uso del sito. Per esempio un'iscrizione su una stele greca è stata tradotta come: "Il patrono ha eretto questa per Zeus Epopsios. Solstizio d'inverno." Dal Mesoamerica provengono i codici maya e aztechi. Questi sono dei libri arrotolati fatti da Amatl, ricavati dalla corteccia d'albero, su cui sono incisi i glifi. Il codice di Dresda contiene informazioni riguardanti il ciclo di Venere, che conferma la sua importanza presso i Maya.
Più problematici sono quei casi dove il movimento del Sole, in differenti periodi e stagioni, provoca interazioni di luce ed ombra con i petroglifi. Un esempio molto noto è il Pugnale Solare di Fajada Butte, dove uno scintillio di luce solare passa sopra un petroglifo a spirale. La posizione del pugnale sul petroglifo varia per tutto il periodo dell'anno. Ai solstizi, un pugnale può essere visto, o attraverso il cuore della spirale, o dall'altro lato. Recenti studi hanno identificato molti siti simili nel sud-ovest degli Stati Uniti e nel nord-ovest del Messico. È stato anche sostenuto, che il numero di marcatori solstiziali in questi siti forniscano prove statistiche quali indicatori progettati per individuare i solstizi. Se non è stato trovato nessun dato etnografico o storico, in modo da sostenere questa affermazione, allora l'accettazione dell'idea fa assegnamento sul fatto se ci siano o no abbastanza siti di petroglifi nel Nord America tali che una correlazione potrebbe non esistere per caso. Un vantaggio ne viene quando i petroglifi vengono associati con le popolazioni attuali, poiché questo permette agli etnoastronomi di fare domande a degli informatori sul significato di tali simboli.

### Etnografie
Oltre ai materiali lasciati dalle stesse popolazioni, vi sono anche le cronache e le relazioni degli invasori. Le notizie storiche dei Conquistadores, per esempio, sono una fonte ricca di informazioni riguardo alle Americhe precolombiane.
L'Aveni utilizza il significato dei passaggi allo zenit come un esempio dell'importanza dell'etnografia. Per le popolazioni che vivono fra i tropici del Cancro e del Capricorno vi sono due giorni dell'anno in cui il Sole di mezzogiorno passa perpendicolarmente sopra la testa e non proietta nessuna ombra. In parti del Mesoamerica questo venne considerato un giorno significativo: l'arrivo della stagione delle piogge, giocando la sua parte nel ciclo dell'agricoltura. Questa conoscenza è ancora considerata importante fra gli indiani Maya che vivono oggi nel Centroamerica. I documenti etnografici suggeriscono agli archeoastronomi che questo giorno era importante anche fra gli antichi Maya.
Nelle Città Maya di Chiche Itza sono stati individuati allineamenti che indicano il sorgere ed il tramontare del Sole nel giorno del passaggio allo zenit, mentre in località quali Monte Albán e Xochicalco sono stati trovati giavellotti definiti come i 'tubi dello zenit', cilindri affusolati che illuminano stanze sotterranee, nel momento in cui il sole passa perpendicolare, sopra la testa. È solo per mezzo dell'etnografia che possiamo presumere che la coordinazione dei tempi (timing) dell'illuminazione fosse considerata importante nella società dei Maya.
L'etnografia fa da punto di riferimento contro le interpretazioni, considerate forzate da alcuni ricercatori. A Pueblo Bonito, nel Chaco Canyon si trova un petroglifo formato da una stella, una mezzaluna e una mano. In un primo momento venne dimostrato che questo è un documento che rappresenta la Supernova del 1.054 d.C. Invece la prova antropologica suggerisce che questo non sia del tutto vero. Gli Zuñi che vivono nella regione, segnano le stazioni per l'osservazione del sole con figure di mezzaluna, una stella, e una mano e il disco solare, come se fosse una specie di ideogramma. Le popolazioni locali sembrano avere adottato la spiegazione della supernova dopo che venne loro suggerito dai visitatori del sito.
L'etnoastronomia viene applicata anche fuori delle Americhe. Per esempio il lavoro antropologico con gli aborigeni australiani sta producendo molte informazioni riguardo alle loro astronomie indigene e alla loro interazione con il mondo moderno.

## Ricreare il cielo antico
(Stephen McCluskey)
Poiché il ricercatore ottiene dati da dimostrare, è spesso necessario tentare di ricreare le condizioni del cielo antico per classificare i dati nel loro ambiente storico.

### Declinazione
Per calcolare quali caratteristiche astronomiche riveste una struttura, necessita di un sistema di coordinate angolari: Le stelle. Durante una notte chiara e senza luna, si osserverebbero le stelle che ruotano attorno al polo celeste. Questo punto è a +90º se si sta guardando a Nord Polo Celeste, o −90º se si sta osservando a Sud il Polo Celeste.. I cerchi concentrici che le stelle tracciano sono le linee di latitudine celeste, individuate da uno specifico valore di declinazione. L'arco che collega tutti i punti intermedi fra i Poli Celesti è detto Equatore Celeste e ha una declinazione uguale a 0º. L'equatore celeste è costituito dai punti sull'orizzonte, se l'orizzonte è piatto. Le declinazioni visibili variano a seconda della posizione in cui ci si trova. Un osservatore al Polo Nord della Terra non potrà mai osservare stelle dell'Emisfero Celeste Meridionale di notte e viceversa, chi si trovasse al Polo Sud (vedi diagramma sottostante). Una volta che è stata misurata la declinazione del punto sull'orizzonte che fronteggia una struttura, è possibile affermare se un corpo celeste caratterizzato da uno specifico valore di declinazione può essere visto in quella direzione.

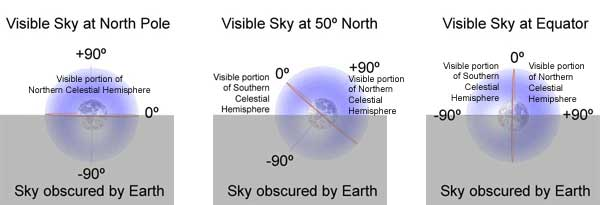
Diagramma delle porzioni visibili di cielo al variare della latitudine.

### Posizione solare
Mentre le stelle sono fisse alle loro declinazioni il Sole non lo è. Il punto in cui sorge varia durante tutto l'anno, oscillando fra due limiti segnati dai solstizi, un po' come un pendolo che rallenta agli estremi, ma passa rapidamente attraverso il punto mediano. Se un archeoastronomo può calcolare tramite l'azimut e l'altezza dell'orizzonte sul quale un sito fu costruito, per vedere una declinazione di +23.5º, allora non si ha necessità di aspettare fino al 21 giugno per confermare che il sito è significativamente allineato per osservare il solstizio d'estate..

### Posizione lunare
L'aspetto della Luna è molto più complesso. Il suo moto, come il Sole, è fra due limiti — conosciuti come lunastizi piuttosto che solstizi. Ad ogni modo, il percorso tra i lunastizi è considerevolmente più veloce: impiega soltanto un mese siderale per completare il suo ciclo, rispetto al tragitto annuo del Sole. La questione diventa inoltre complicata quando i lunastizi segnano i limiti del movimento della Luna che si sposta con un ciclo di 18,6 anni. Per oltre nove anni i limiti estremi della luna sono leggermente fuori dal campo dell'alba. Per la rimanente metà del ciclo, la Luna mai eccede i limiti del campo dell'alba. Ad ogni modo, molte osservazioni lunari hanno riguardato la fase della Luna. Il ciclo che va da una Luna nuova alla successiva, corre interamente in un differente ciclo, il mese sinodico. Così, quando si esaminano i siti in funzione del significato lunare, i dati possono sembrare meno precisi a causa della natura estremamente variabile della Luna.

### Posizione stellare

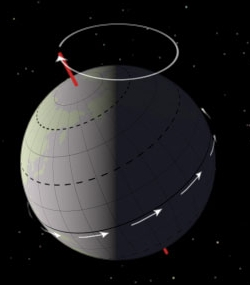
Movimento precessionale.

Infine c'è spesso una necessità di correzioni, a causa dell'apparente movimento delle stelle. Nell'arco di tempo della civiltà umana le stelle hanno mantenuto la stessa posizione relativa. Ogni notte le stelle sembrano ruotare attorno ai poli celesti a causa della rotazione terrestre rispetto al suo asse. Ma in realtà la Terra oltre a girare come una trottola, oscilla. L'asse terrestre impiega circa 25.772 anni per completare una piena oscillazione, che è chiamata precessione degli equinozi. In questo modo nel passato le stelle non sorgevano sopra l'orizzonte nelle stesse costellazioni. Né le stelle ruotavano attorno alla Stella Polare come fanno ora. Nel caso delle piramidi egizie, è stato mostrato che esse erano allineate verso Thuban, una debole stella nella costellazione del Drago. Se la struttura risale a qualche millennio fa, l'effetto della processione degli equinozi è considerevole. Per esempio una persona nata il 25 dicembre nei tempi dell'impero Romano sarebbe nata sotto il segno astrologico del Capricorno. Nel periodo moderno una persona nata nella stessa data è adesso un Sagittario a causa della precessione degli equinozi.

### Fenomeni transitori

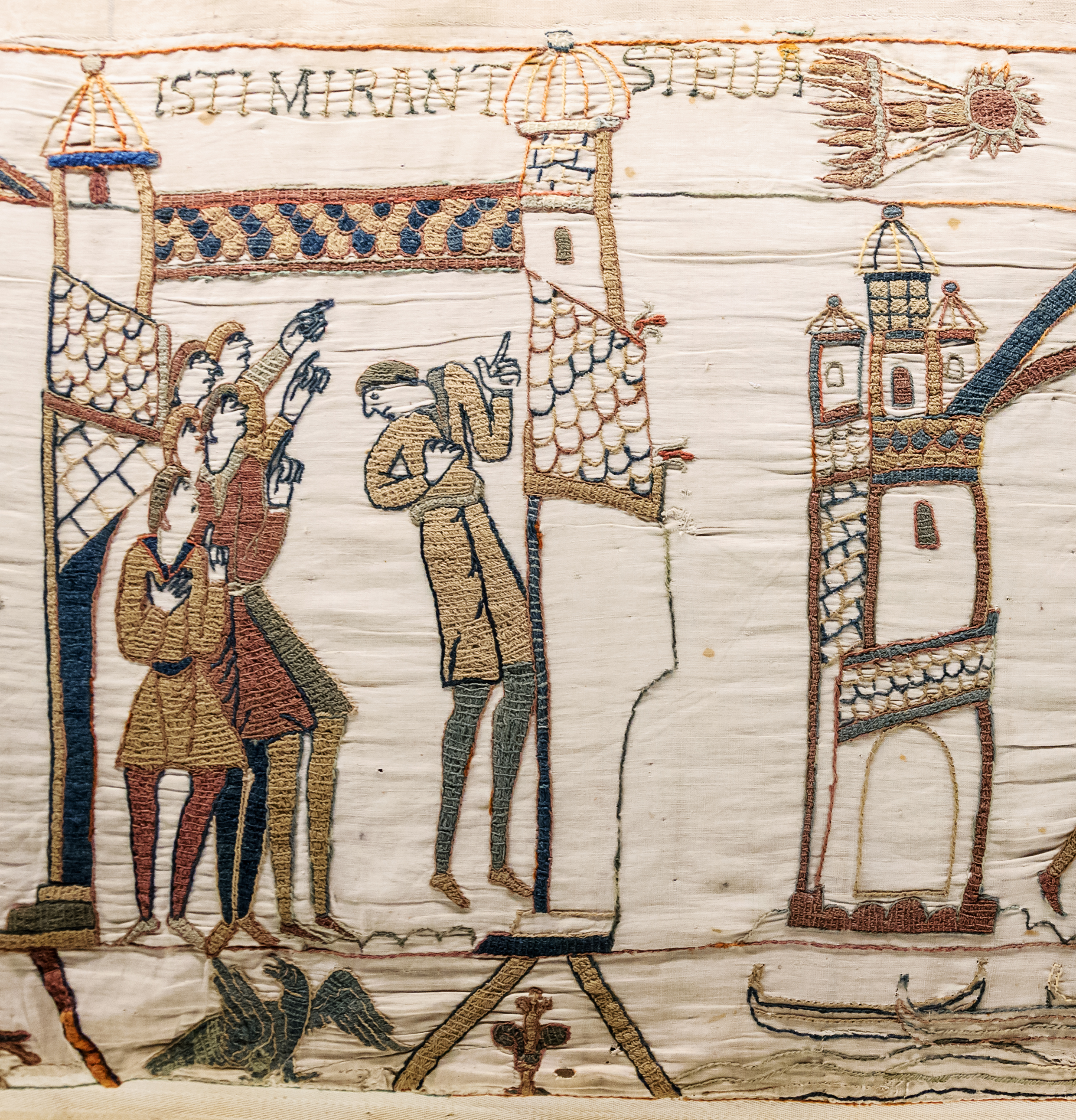
La Cometa di Halley dipinta sull'arazzo di Bayeux

Inoltre vi sono spesso fenomeni transitori, eventi che non succedono in un ciclo annuale. I più prevedibili sono le eclissi. Nel caso delle eclissi solari questi possono essere usati per datare eventi accaduti nel passato. Un'eclissi solare menzionata da Erodoto ci rende capaci di datare una battaglia mancata tra i Medi e i Lidi a causa di un'eclissi, il 28 maggio, nel 585 a.C. Altri eventi facilmente calcolati sono le supernove i cui resti sono visibili agli astronomi e dunque le loro posizioni e magnitudini possono essere accuratamente calcolate.
Alcune comete sono prevedibili, come la cometa di Halley. Come classe di oggetti restano ancora imprevedibili e possono apparire in ogni tempo. Alcune hanno dei periodi orbitali estremamente lunghi, vale a dire che le loro passate apparizioni e ritorni non possono essere previsti. Altre possono essere semmai passate attraverso il sistema solare una volta e perciò sono intrinsecamente imprevedibili.
Gli sciami meteorici sarebbero prevedibili, ma alcune meteore sono detriti di comete e dunque richiedono calcoli di orbite attualmente impossibili da eseguire. Altri eventi notati dagli antichi includono le aurore, pareli e arcobaleni, impossibili tutti da predire come il tempo atmosferico del passato, ma nonostante ciò possono essere stati considerati fenomeni importanti.

## I settori della ricerca archeoastronomica
(Von Del Chamberlain e M. Jane Young)

### L'uso di calendari
L'astronomia serviva ai popoli antichi, anche per sviluppare un preciso calendario per le seminazioni agricole, anche se antichi testi, come le opere e i giorni di Esiodo, sembrerebbero contraddire tale ipotesi. In altri casi le osservazioni astronomiche erano utilizzate in combinazione con periodicità naturali, come la migrazione degli uccelli allo scopo di determinare con precisione i cicli stagionali. I calendari appaiono di fatto un prodotto universale in quasi tutte le società, poiché forniscono strumenti per la regolazione di molteplici attività, anche non agricole.

### Il calendario Tzolk'in
Un esempio di calendario non agricolo è il Tzolk'in della civiltà Maya nel Mesoamerica precolombiano, con un ciclo di 260 giorni. Questo calcolo è basato su un antico calendario che si trova per tutto il Mesoamerica, parte di un sistema più globale dei calendari Maya combinanti una serie di osservazioni astronomiche e cicli rituali.

### Mito e cosmologia

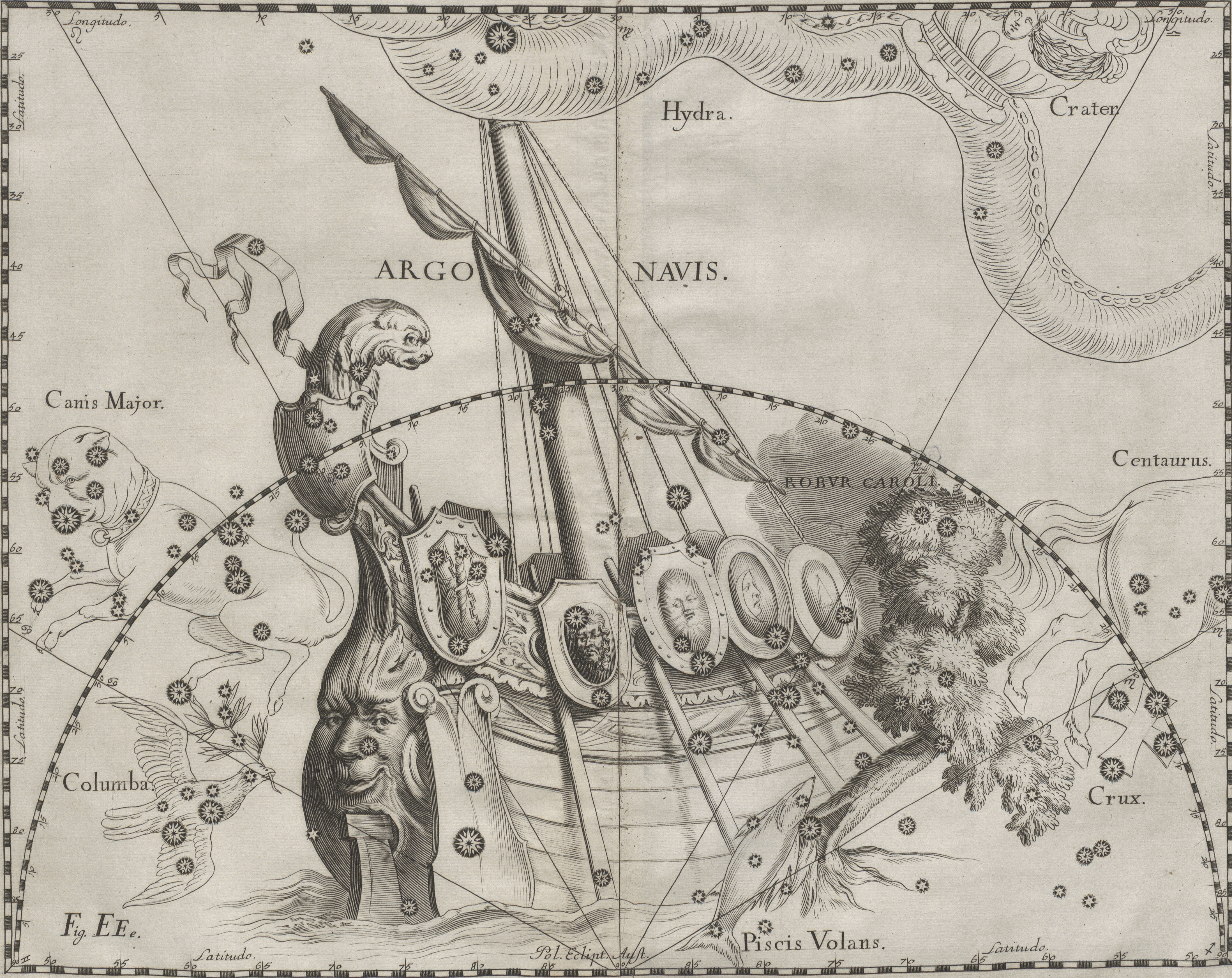
La costellazione Nave Argo tracciata da Johannes Hevelius nel 1690.

Un altro motivo per studiare il cielo è quello di comprendere e spiegare l'universo. In queste culture il mito era uno strumento per ottenere questo e le spiegazioni, sebbene non riflettenti gli standard della scienza moderna, sono le cosmologie.
Gli Incas costruirono il loro impero per evidenziarne la loro cosmologia. La capitale, Cusco, era situata al centro dell'impero, collegata per mezzo di ceques, concettualmente linee diritte che s'irradiavano al di fuori del centro. Questi ceques collegavano il centro dell'impero con le quattro suyus, regioni definite tramite la direzione da Cusco. La nozione di un cosmo diviso in quattro parti è comune nelle regioni andine. Gary Urton, che ha condotto lo studio sul campo, tra gli abitanti dei villaggi andesini del Misminay, ha relazionato questa suddivisione con la comparsa della Via Lattea nel cielo notturno. In una stagione dividerà il cielo longitudinalmente e in un'altra lo dividerà perpendicolarmente.
I fattori cosmologici sono importanti elementi di osservazione anche per le culture dell'estremo oriente. La Città proibita a Pechino (Beijing) è disposta secondo un preciso ordine cosmico: è divisa in cinque parti, secondo l'orientamento dei quattro punti cardinali più un centro:
Nord, Sud, Est, Ovest e Centro. La città dimenticata occupava il centro dell'antica Beijing. L'Imperatore, entrando in città, si avvicinava da sud, perciò veniva a situarsi di fronte alle stelle circumpolari. Questo simboleggiava la grandezza dell'imperatore attorno al quale, persino la volta celeste gli ruotava attorno. La cosmologia cinese, ai giorni nostri, è conosciuta attraverso il Feng shui.
Alcune culture tribali traggono dalla mitologie delle costellazioni molte informazioni, utili anche per la sopravvivenza. Per esempio: i Barasana delle Amazzoni pianificano parte del loro ciclo annuale basato sull'osservazione delle stelle. Quando la loro costellazione del Bruco-Giaguaro (equivalente grosso modo a quella moderna dello Scorpione) raggiunge una determinata posizione nel cielo, si preparano per catturare nella foresta i bruchi delle crisalidi, che in quella stagione cadono dagli alberi. I bruchi forniscono cibo in una stagione che scarseggia di alimenti alternativi.
Fonti ben più note del mito della costellazione sono i testi greci e romani. L'origine delle loro costellazioni è fonte, fra i ricercatori, di accese contestazioni.

### Manifestazioni di potere

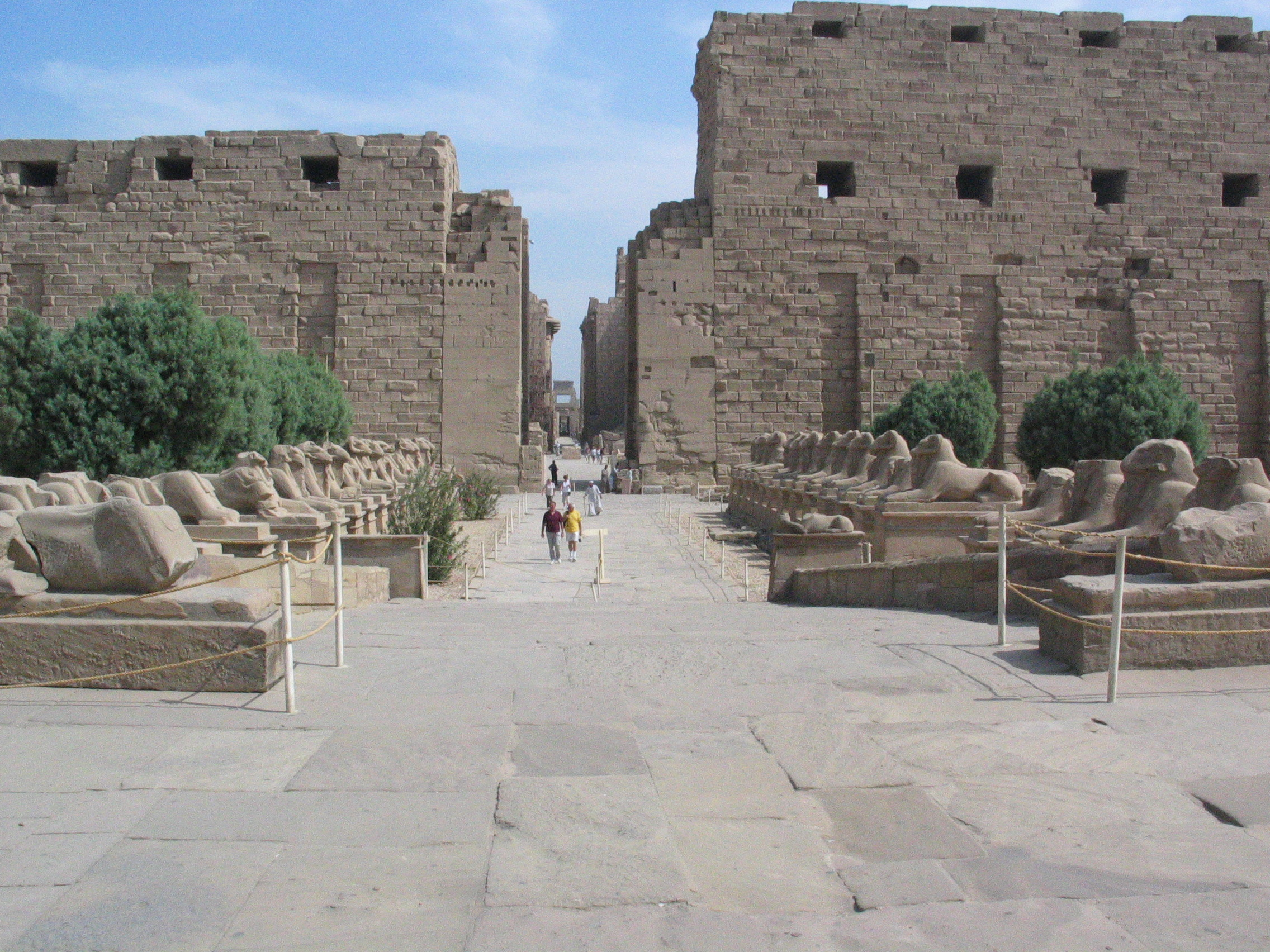
Il Precinto del tempio di Ammone era allineato sul solstizio d'inverno.

La rappresentazione di oggetti celesti nel vestiario era una sorta di invocazione perenne allo scopo di ottenere una sorta di potere celeste sulla Terra. Per esempio: lo Scudo di Achille descritto da Omero rappresentava anche un elenco di costellazioni. Sugli scudi dipinti degli indiani nordamericani e nei petroglifi Comanche sembra esservi incluso il simbolismo di Venere.
Gli allineamenti Solstiziali possono anche essere considerati come una manifestazione di potere. Presso il popolo Incas, quando si osservava il sole da una plaza ceremoniale nell'Isola del Sole nel lago Titicaca, la nostra stella era vista sorgere, (in corrispondenza del solstizio estivo), fra due torri costruite su una vicina catena montuosa. La parte sacra dell'isola era separata dalla restante, tramite un muro in pietre; inoltre i documenti etnografici indicano che l'accesso allo spazio sacro era riservato ai membri dell'élite. I pellegrini ordinari restavano su una piattaforma fuori dall'area cerimoniale per osservare il Sole sorgere fra le torri al solstizio.
In Egitto il tempio di Ammone a Karnak fu oggetto di molti studi. La valutazione del sito, mettendo in conto il mutamento nel tempo del obliquità dell'eclittica, mostra che il Grande Tempio era allineato al sorgere del sole in pieno inverno..
Nel Serapeo, situato presso Alessandria d'Egitto è presente un allineamento solare in modo tale che, in un certo giorno, all'alba, un dardo di luce dovrebbe passare attraverso le labbra della statua di Serapide, per simboleggiare il saluto al dio Sole.

## I maggiori siti di interesse archeoastronomico
Mostrano che tali popoli ebbero lo stesso tipo di impegno e di costanza verso un obiettivo, lo stesso impegno e la stessa costanza che ci consentirono di conquistare la Luna e, con le sonde, la superficie di Marte.»
(Edwin Krupp)

### Newgrange

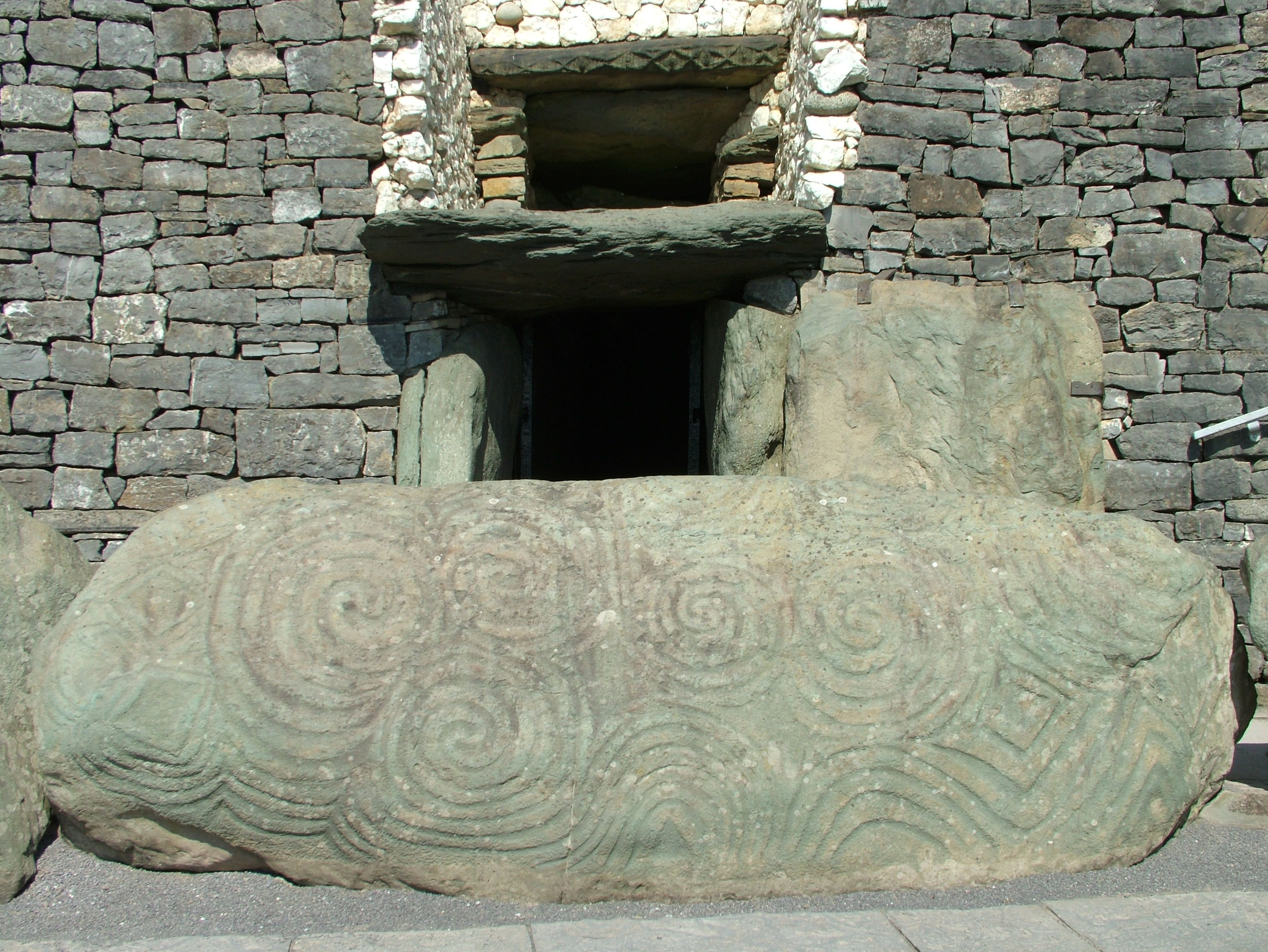
La luce solare penetra nel sepolcro di Newgrange per mezzo di un'apertura (roofbox) costruita sopra la porta.

Newgrange è una cosiddetta tomba a corridoio (in inglese passage tomb o passage grave) situata nella Repubblica di Irlanda risalente a circa 3.300-2.900 anni a.C. Per pochi giorni intorno al solstizio d'inverno la luce splende lungo il corridoio centrale dentro il cuore della tomba. Ciò che la rende notevole non è il fatto che la luce splenda nel corridoio, ma che essa non venga illuminata attraverso l'entrata principale. La luce invece entra tramite una cassa incavata posta sopra la porta principale, scoperta da Michael O'Kelly. È questa apertura sopra la porta che indica decisamente che la tomba fu costruita avendo in mente un aspetto astronomico. Clive Ruggles annota:

### Le piramidi di Giza

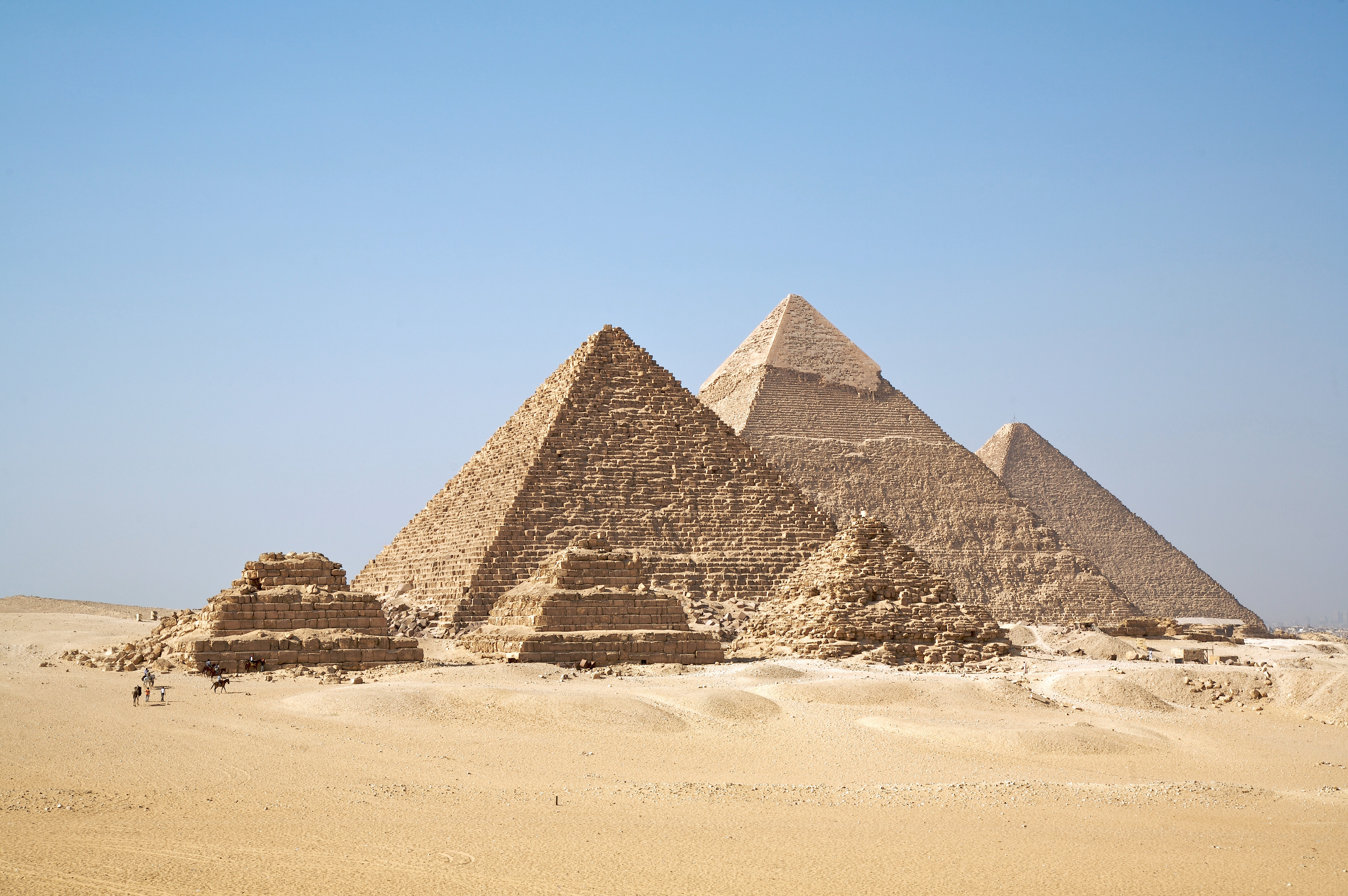
Le piramidi di Giza.

Fin dalle prime moderne misurazioni sui precisi orientamenti cardinali delle piramidi fatti da Flinders Petrie, sono stati proposti diversi metodi astronomici per comprendere il motivo di questi orientamenti.. Venne recentemente proposto che questo fosse fatto osservando le posizioni di due stelle nel Grande Carro / Orsa Maggiore le quali erano familiarmente note agli egiziani. Si è pensato che un allineamento verticale fra queste due stelle venisse controllato con un filo a piombo usato per accertarsi dove puntasse il Nord. Le deviazioni dal Nord reale usando questo modello rispecchiano le date accettate di costruzione.

### El Castillo

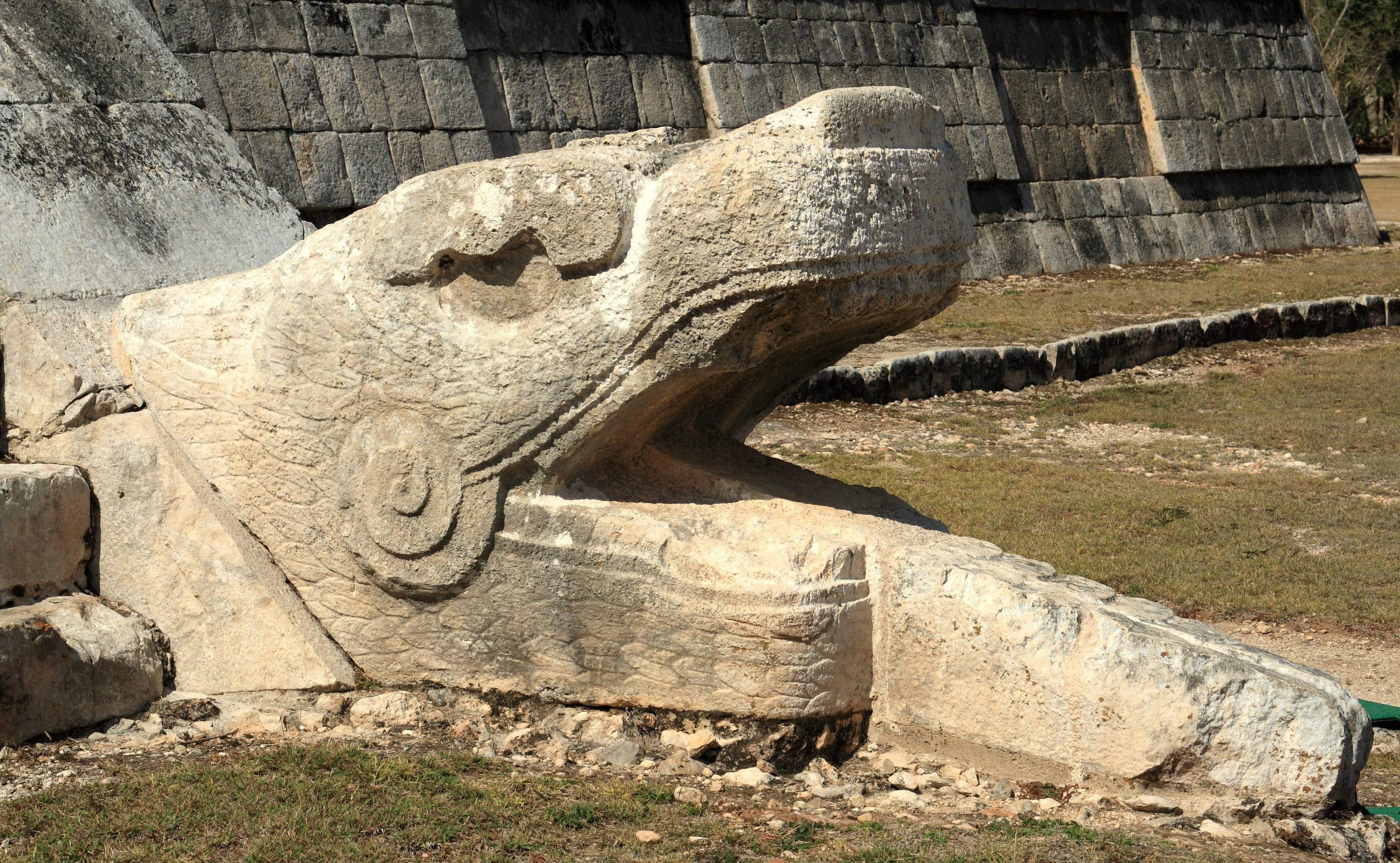
Serpente piumato

El Castillo, noto anche come Piramide di Kukulcán, è una piramide a gradoni mesoamericana costruita nel centro Maya di Chichén Itzá in Messico. Molte caratteristiche architettoniche hanno suggerito la presenza di elementi astronomici. Ognuno delle rampe di scale costruita ai lati della piramide ha 91 gradini. Insieme a quelli extra situati sulla piattaforma in alto, il totale ammonta a 365 gradini, che corrisponde possibilmente a uno per ogni giorno dell'anno (365,25 giorni) o al numero delle orbite lunari: 10.000 rotazioni (365,01 giorni). Un effetto visivamente sorprendente viene visto ogni volta a marzo e a settembre, un'ombra inusuale che nel periodo degli equinozi sembra scendere la balaustrata occidentale della rampa di scale situata a nord. L'effetto visivo è quello di un serpente che discende la scalinata, con la sua testa alla base illuminata. Inoltre la facciata ovest punta verso il tramonto, intorno al 25 maggio, tradizionalmente la data di transizione che delimita il periodo secco dalla stagione delle piogge.

### Stonehenge

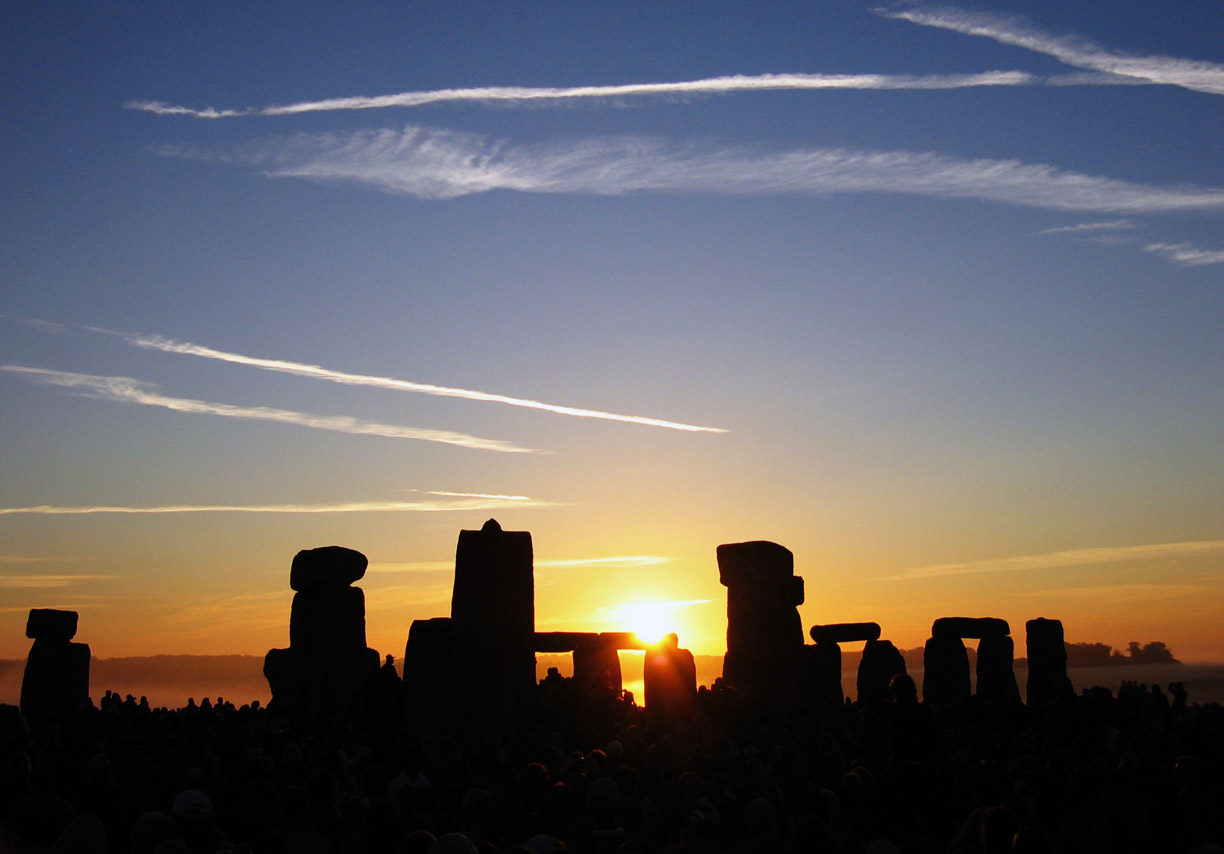
Il sole spunta su Stonehenge durante solstizio dell'estate del 2005.

A Stonehenge si ipotizza la presenza di molti allineamenti astronomici, il più famoso dei quali è l'allineamento in piena estate, dove il Sole sorge su Heel Stone. Ad ogni modo, questa interpretazione è stata invalidata da alcuni archeologi i quali asseriscono che l'allineamento di pieno inverno, è il più significativo, dove lo spettatore è all'esterno di Stonehenge e vede il sole stabilirsi nel henge; l'allineamento in piena estate può essere una coincidenza dovuta alla topografia locale.
Sempre a Stonehenge oltre agli allineamenti solari, sono stati individuati allineamenti lunari. Le quattro pietre del luogo delimitano un rettangolo. I lati corti puntano verso l'alba in piena estate e al tramonto in pieno inverno. I lati lunghi, se osservati verso sud-est, fronteggiano il più meridionale sorgere della luna. Aveni nota che questi non hanno mai ottenuto il consenso come per gli allineamenti solari. Jacobs nota che l'azimut di Heel Stone è un settimo della circonferenza, pareggiando la latitudine di Avebury, mentre l'azimut del sole che sorge nel solstizio d'estate non è più ormai uguale alla direzione dell'epoca della costruzione.

### Uxmal

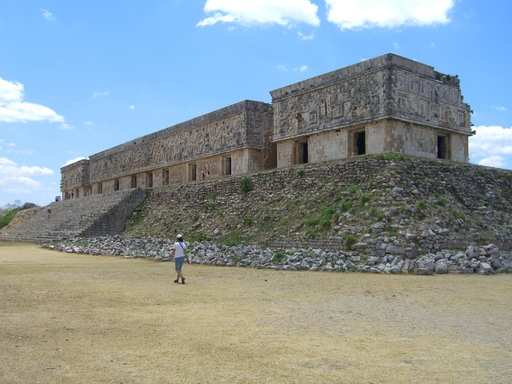
Il Palazzo del Governatore a Uxmal.

Uxmal è una città Maya situata sulle colline del Puuc nello Yucatán, in Messico. Il Palazzo del Governatore ad Uxmal viene spesso usato come un modello del perché sia importante combinare i dati etnografici con quelli dell'allineamento. Il palazzo è allineato con un azimut di 118º sulla piramide di Cehtzuc. Questo allineamento si ripete anche verso meridione dove sorge Venere, evento che accade ogni otto anni. Di per sé questo non sarebbe sufficiente per sostenere una significativa connessione fra i due eventi. Il palazzo è stato allineato in una direzione o in un'altra, per il fatto che la nascita di Venere fosse un po' più importante del sorgere del Sole, Luna, altri pianeti, Sirio et cetera? La risposta fornita è che non solo il palazzo è orientato verso dove sorge Venere, ma esso è anche ricoperto con glifi che rappresentano Venere e le costellazioni zodiacali dei Maya. La combinazione dell'allineamento ed etnografia suggerisce che la città fosse stata costruita per rappresentare un preciso e complesso ordine cosmico.

## Archeoastronomia marginale
(Sir Jocelyn Stephens)

### Le bufale del nazismo
L'archeoastronomia deve qualcosa riguardo a questa scarsa reputazione tra gli studiosi al suo cattivo uso occasionale di presentare un campo di relazioni pseudo-storiche. Durante gli anni '30 Otto S. Reuter compilò uno studio intitolato Germanische Himmelskunde (Astronomia Tedesca), o Tradizioni del cielo germaniche. Gli orientamenti astronomici dei monumenti antichi individuate da Reuter e dai suoi seguaci, collocherebbero i tedeschi in testa al Vicino Est Antico nel campo dell'astronomia, dimostrando la superiorità intellettuale della "razza ariana. "
Fin dal XIX secolo numerosi studiosi hanno cercato di usare i calcoli archeoastronomici per dimostrare l'estrema antichità della cultura vedica indiana, calcolando le date delle osservazioni astronomiche ambiguamente descritte nella poesia antica risalente a 4.000 anni a.C. David Pingree, uno storico di astronomia indiana, condannò "gli studiosi che perpetravano teorie selvagge di scienza preistorica chiamandoli archeoastronomi."
Più recentemente Gallagher, Pyle, e Fell interpretarono le iscrizioni nella Virginia dell'Ovest come una descrizione, in alfabeto celtico Ogham, del presunto marcatore del solstizio d'inverno nel sito. La controversa traduzione fu presumibilmente basata su una problematica indicazione archeoastronomica in cui il sole del solstizio d'inverno splendeva su un'iscrizione del sole. Analisi seguenti dimostrarono la sua inadeguatezza culturale, come pure le sue asserzioni linguistiche e archeoastronomiche, per descriverla come un esempio di "archeologia di culto".

## Organizzazioni archeoastronomiche e pubblicazioni
Ci sono correntemente tre organizzazioni accademiche per studiosi di archeoastronomia.
- La — Società Internazionale di Archeoastronomia e astronomia nella Cultura (ISAAC, International Society for Archaeoastronomy and Astronomy in Culture) — fu fondata nel 1995 e ora finanzia conferenze e Archaeoastronomy, the Journal of Astronomy in Culture.
- La SEAC — La Società europea per l'Astronomia nella Cultura[147] (La Société Européenne pour l'Astronomie dans la Culture) — è leggermente più antica; venne creata nel 1992. La SEAC tiene conferenze annuali in Europa e pubblica i dibattiti nelle conferenze su base annuale.
- La Società Interamericana di Astronomía nella Cultura (La Sociedad Interamericana de Astronomía en la Cultura), essenzialmente un'organizzazione dell'America Latina fondata nel 2003.

Inoltre il Giornale per la Storia dell'Astronomia (Journal for the History of Astronomy) pubblica molti documenti archeoastronomici.

## Siti archeoastronomici del vecchio mondo
- Stonehenge, Inghilterra
- Newgrange, Irlanda
- Ballochroy, Scozia
- Kintraw, Scozia
- Minard, Brainport Bay
- Carnac, le Grand Menhir Brisé, Francia
- Sarmizegetusa Regia, Romania
- Piramidi di Giza, Egitto

### Italia

#### Sicilia
La Sicilia possiede un gran numero di siti di interesse archeoastronomico, tra agli altri:
- Rocca di Cefalù, Sicilia
- Valle dei Templi, Sicilia
- Isole Eolie, Sicilia

#### Altre Regioni
- Alatri, acropoli, Italia
- Santuario nuragico di Santa Cristina, Sardegna
- Monte Caprione, tra Lerici ed Ameglia, in Liguria
- Cromlech del Piccolo San Bernardo, al Colle del Piccolo San Bernardo
- Chiesa rupestre di San Nicola, Mottola, Puglia[149]
- Nuraghe Santa Barbara Sardegna (La luce del Toro) G.R.S. (Gruppo ricerche Sardegna)
- Nuraghe Ruju Sardegna (Fenomeno della luce dai fori apicali) G.R.S. (Gruppo Ricerche Sardegna)[150]

## Siti archeoastronomici del nuovo mondo
- Chichén Itzá, il Caracol, Messico
- Monte Albán
- Xochicalco, Messico

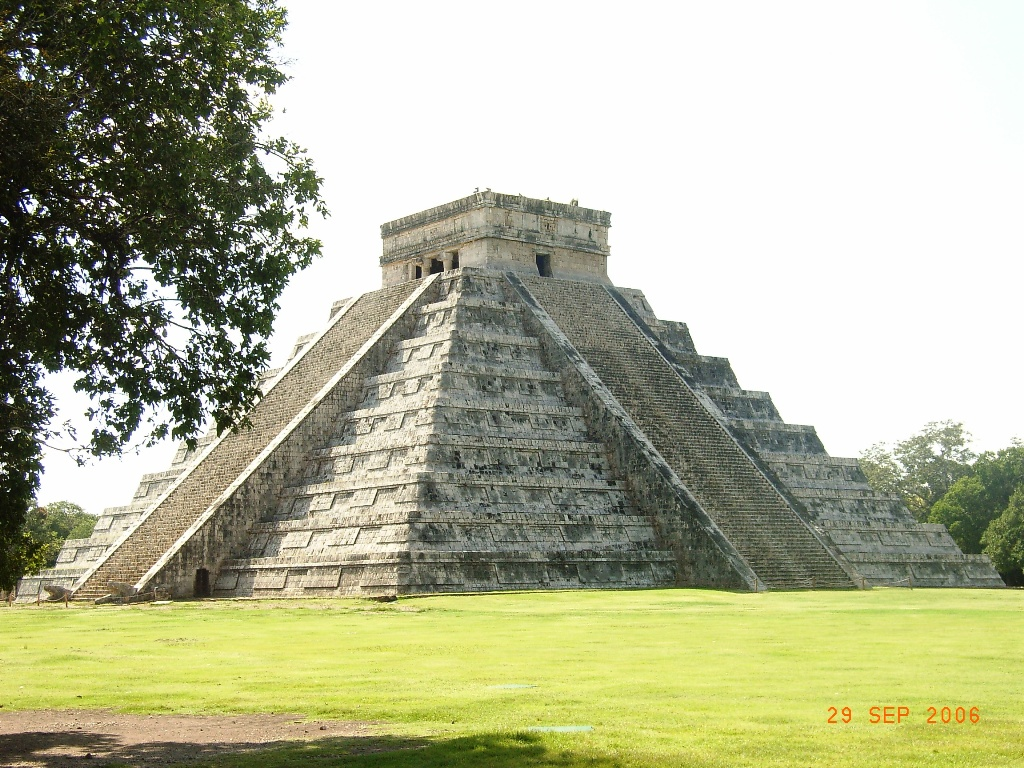
Tempio di Chichen Itza

- Uxmal, Messico l'allineamento di Venere nel "Palazzo del Governatore"
- Teotihuacan, Messico
- Tulum, Messico
- Tiahuanaco, Bolivia

## Artefatti di interesse archeoastronomico
- Antichi calendari basati su osservazioni astronomiche.
- Macchina di Anticitera
- Disco di Nebra